# Biserica Sfinții Arhangheli Mihail și Gavriil din Corvinești

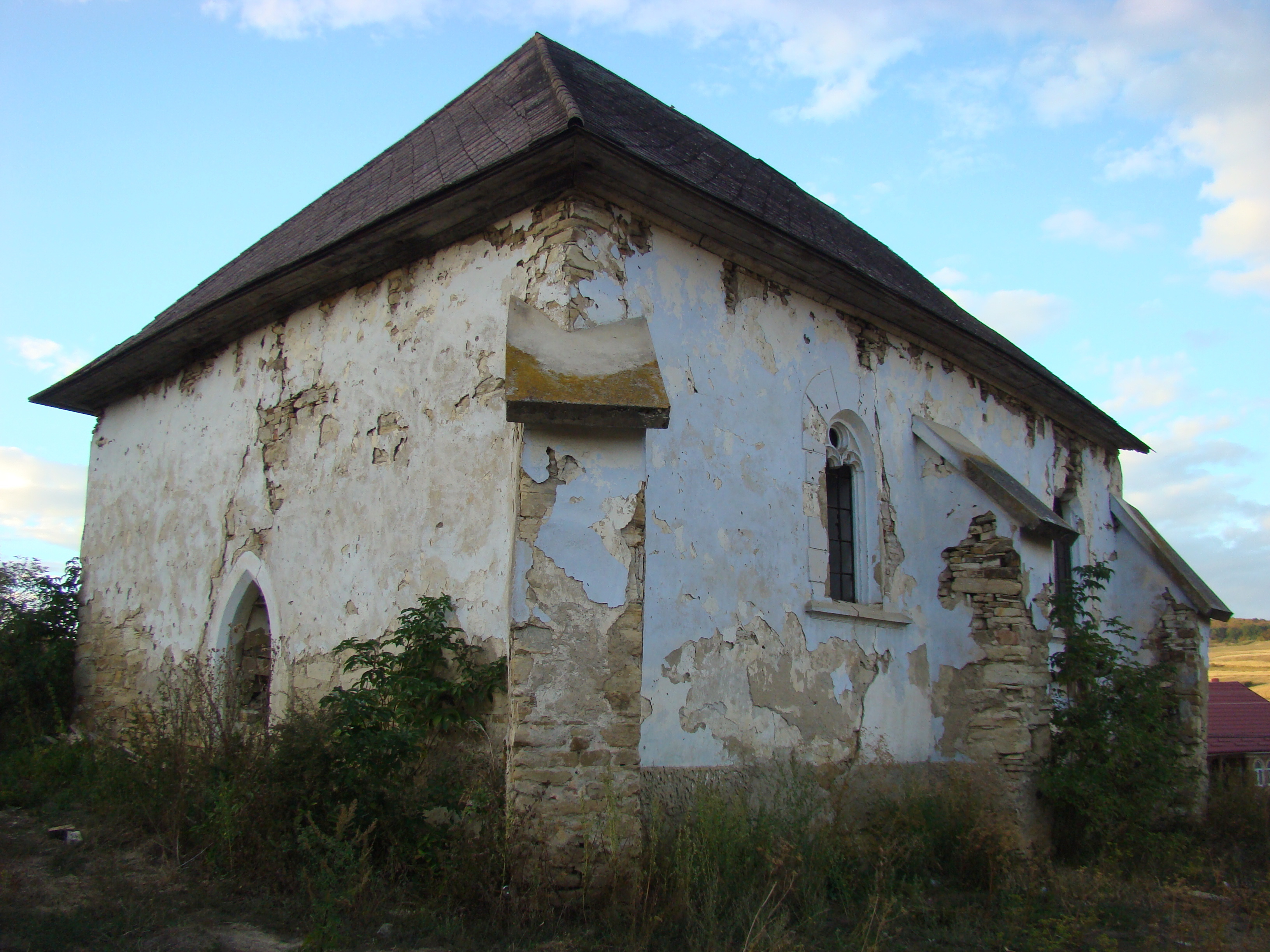
Biserica „Sfinții Arhangheli Mihail și Gavriil” (fosta biserica evanghelică) din Corvinești, județul Bistrița-Năsăud, foto. septembrie 2012.

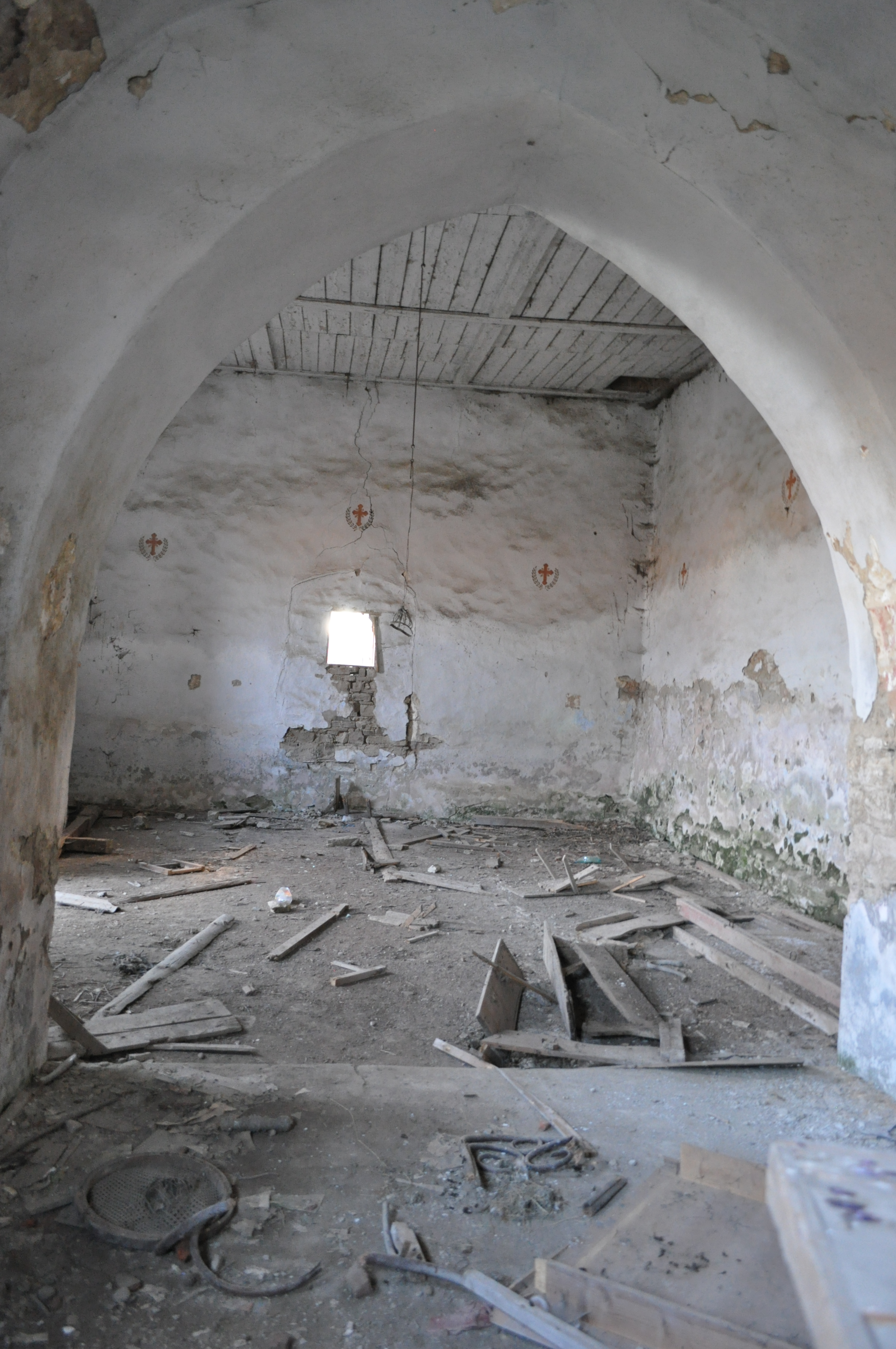
Interiorul navei

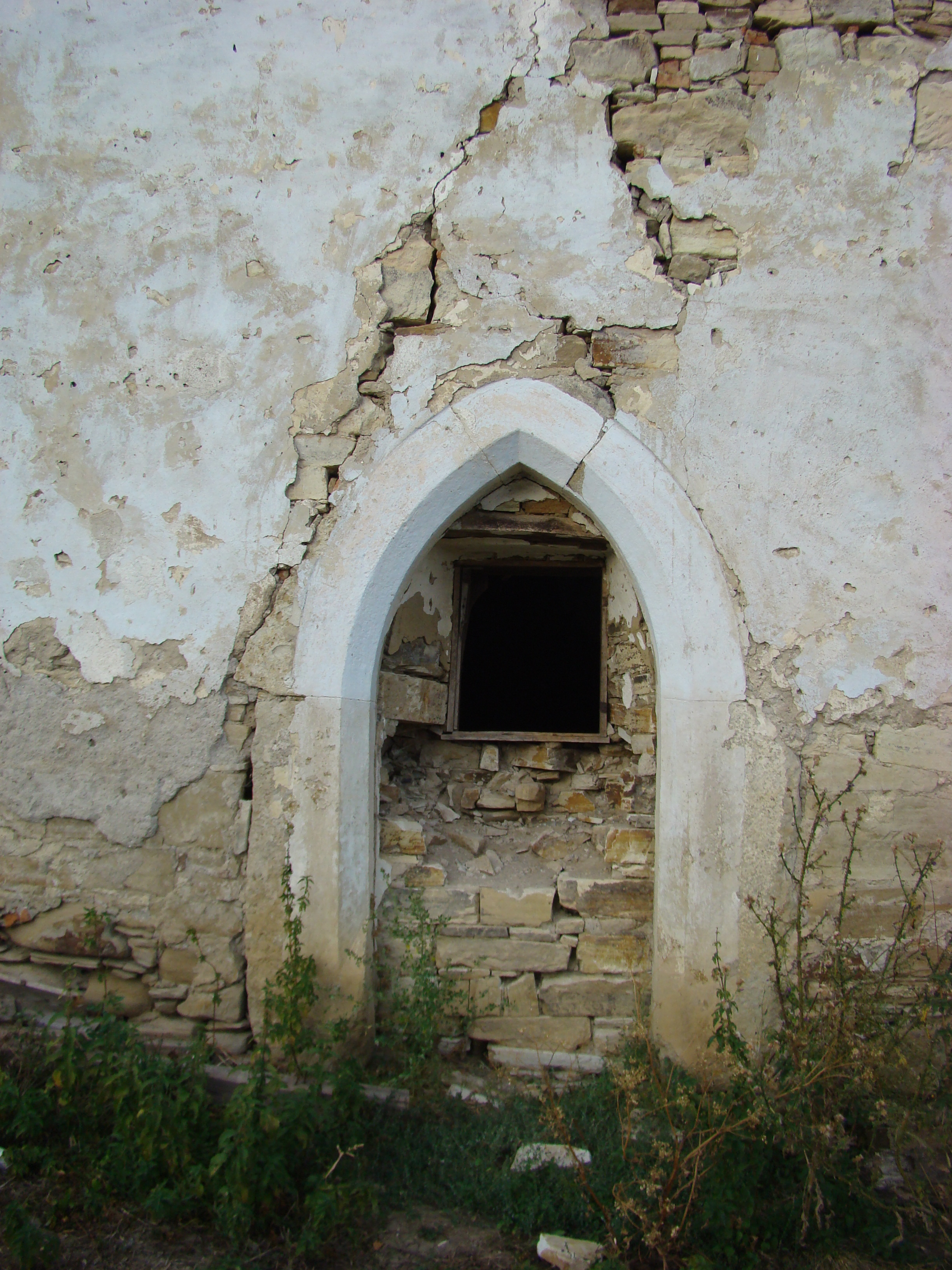
Portalul de pe latura vestică, cu ancadrament de piatră, încheiat în arc frânt

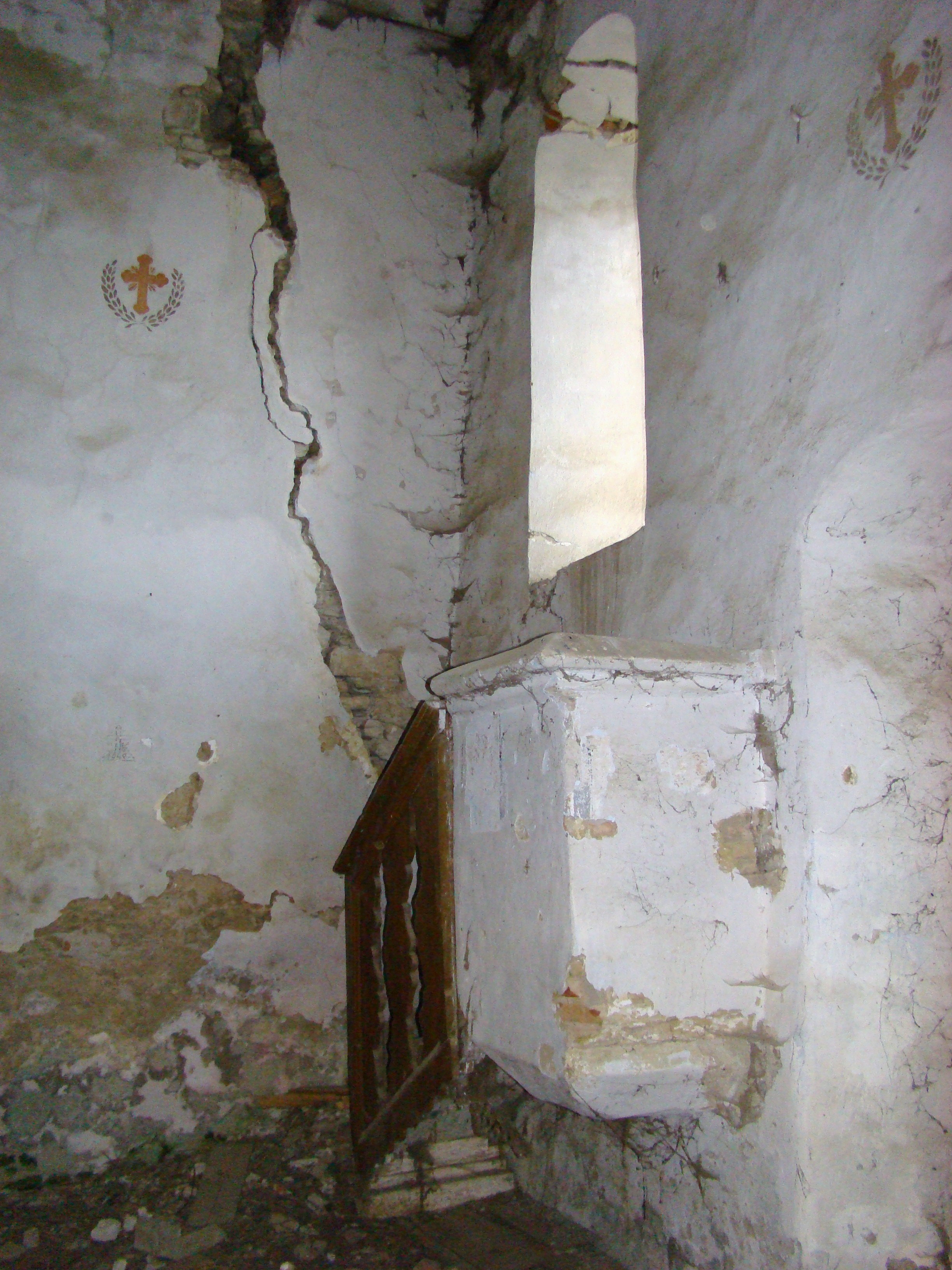
Amvonul zidit al bisericii, amplasat pe latura sudică a navei, aflat în stare avansată de degradare

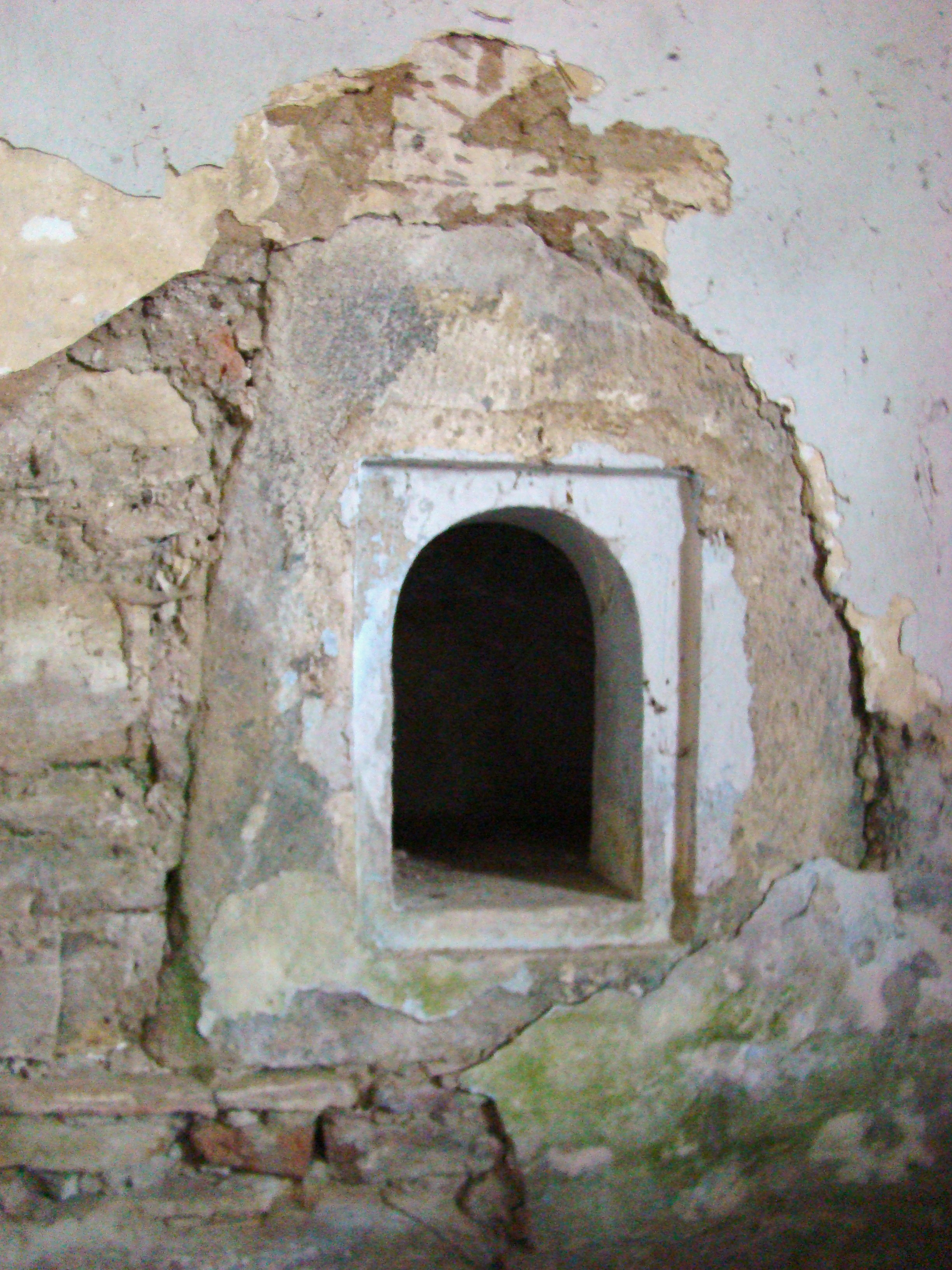
Tabernacul

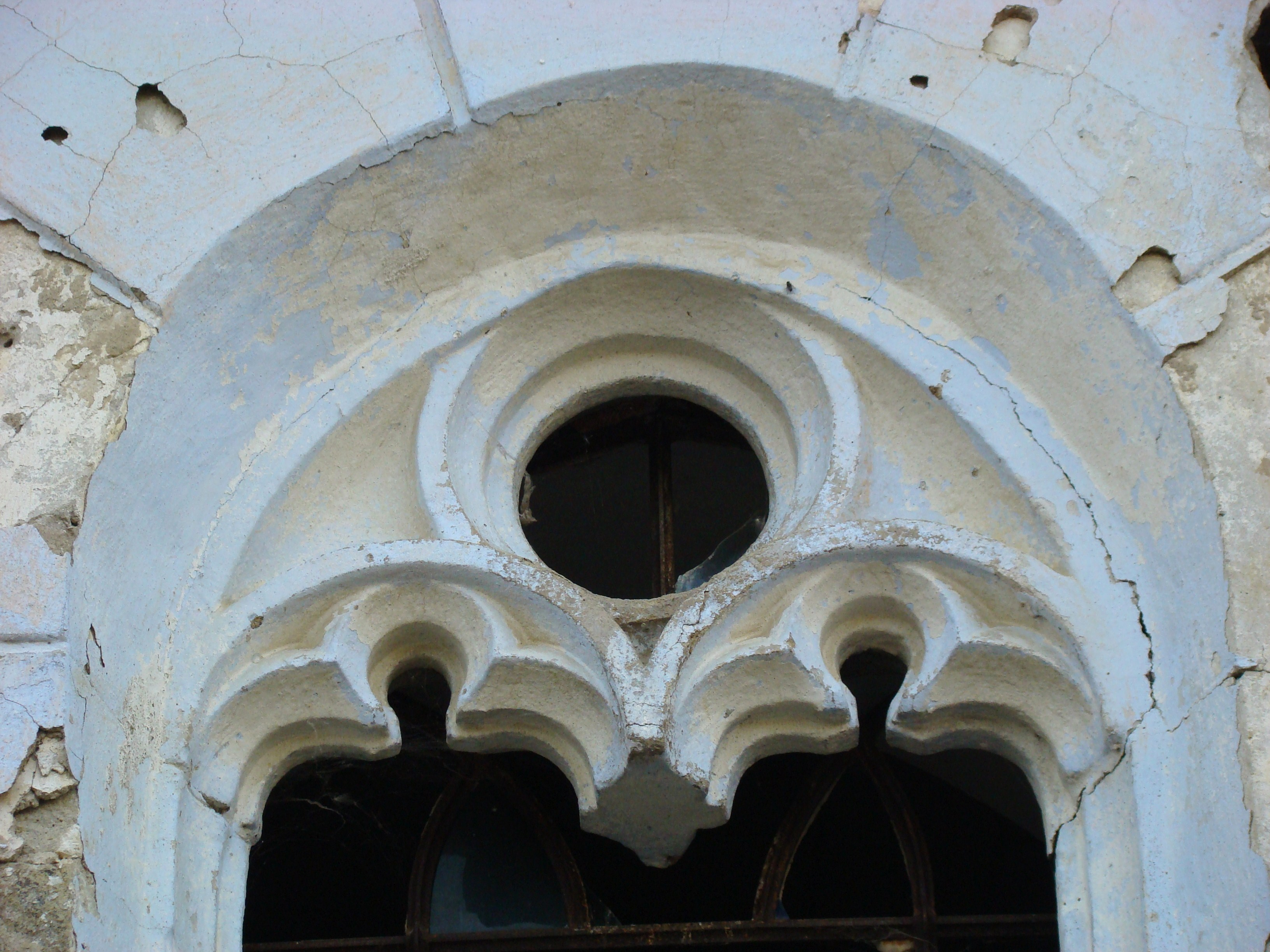
Fereastră biforă, cu ancadramentul din piatră, încheiat în arc frânt, decorat cu muluri.

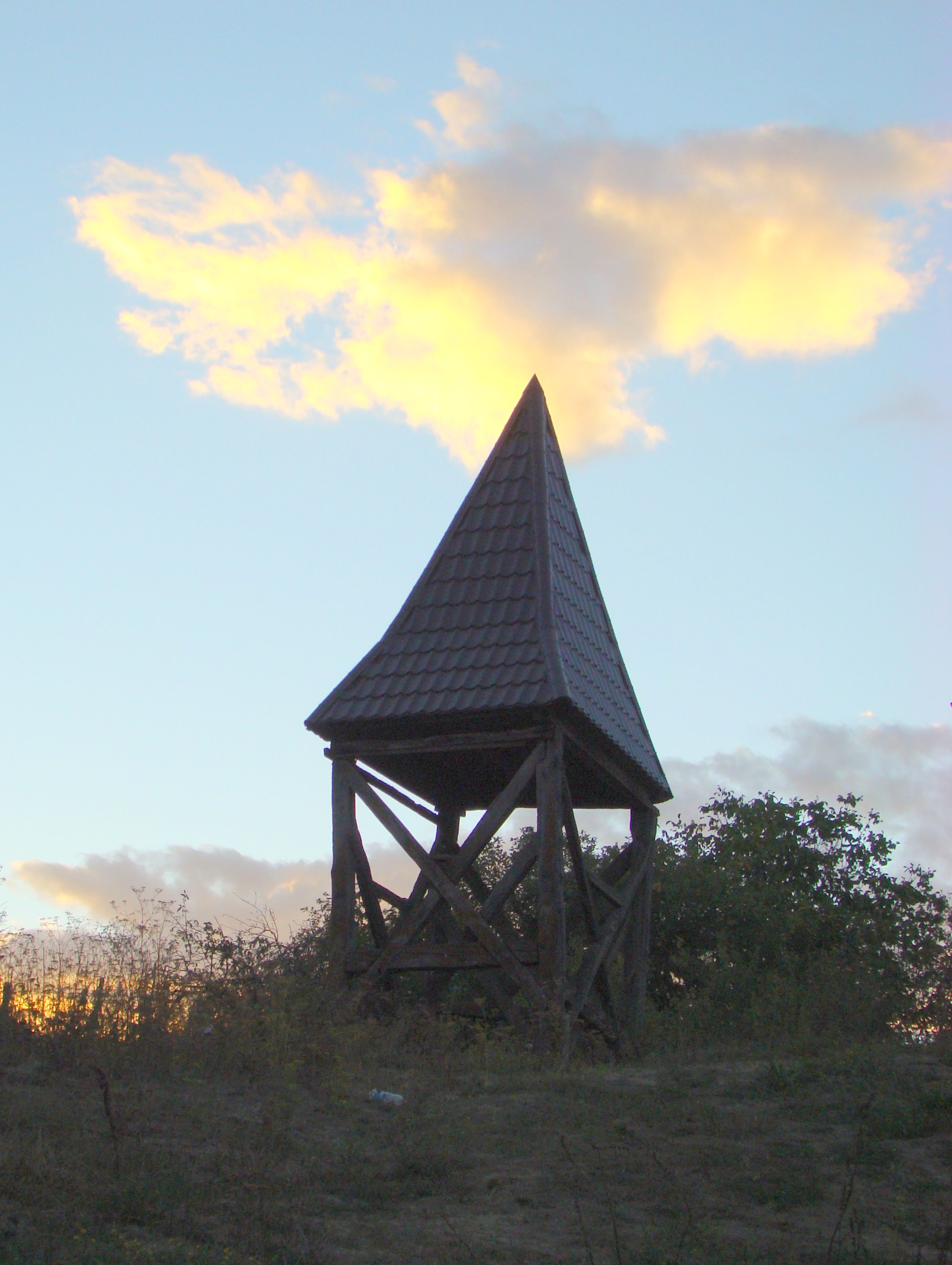
Turnul-clopotniță din lemn

Biserica „Sfinții Arhangheli Mihail și Gavriil” din Corvinești (fosta biserică evanghelică) a fost construită cel mai devreme în ultimul sfert al secolului al XV-lea și cel mai târziu la începutul veacului următor. Biserica se află pe noua listă a monumentelor istorice sub codul LMI:  BN-II-a-B-01638.

## Istoric
Localitatea este menționată documentar în anul 1305,  într-un document care prevedea trecerea domeniului Újfalu (Uifalău, azi Corvinești) în posesia lui Grigore Apafi. Familia Apafi a deținut acest domeniu  până la sfârșitul secolului al XVII-lea. În perioada următoare localitatea a fost stăpânită de membri ai familiilor nobiliare Bánffy și Bethlen.
Biserica este construită în stil gotic. Construirea ei a început, cel mai probabil, după 1473 sub patronajul familiei Apafi. În 1532 a fost turnat, de către meșterul Grigore din Bistrița, un clopot decorat cu relieful unor insigne de pelerinaj (Sf. Gheorghe cu balaurul, o cruce străpunsă de cuie). Acesta se află în prezent în noua biserică ortodoxă din sat.
În urma răspândirii protestantismului, biserica din Corvinești a aderat la luteranism, aflându-se în slujba comunității evanghelice din sat până la începutul secolului al XX-lea. Orga care se aflase în biserică începând cu anul 1799 fusese confecționată în atelierul meșterului Samuel Mätz. În 1930 cea  mai mare parte a sașilor din sat s-au mutat la Lechința, iar în doar câțiva ani comunitatea evanghelică din Uifalău (în germană Niederneudorf) s-a destrămat complet. Patrimoniul bisericii (altarul, orga, băncile) a fost mutat la  biserica din Moruț. În 1937 biserica a fost cumpărată de parohia română unită, care a oficiat slujbe în acest lăcaș de cult până la construcția noii biserici din sat, cu hramul „Cuvioasa Paraschiva”, sfințită în 1958. În prezent monumentul este gol și nefolosit și în stare avansată de degradare. Demersurile repetate ale preotului Ioan Peștina adresate Ministerului Culturii, de a asigura fondurile necesare salvării acestui monument au rămas, până acum, fără un răspuns favorabil.

## Imagini din exterior

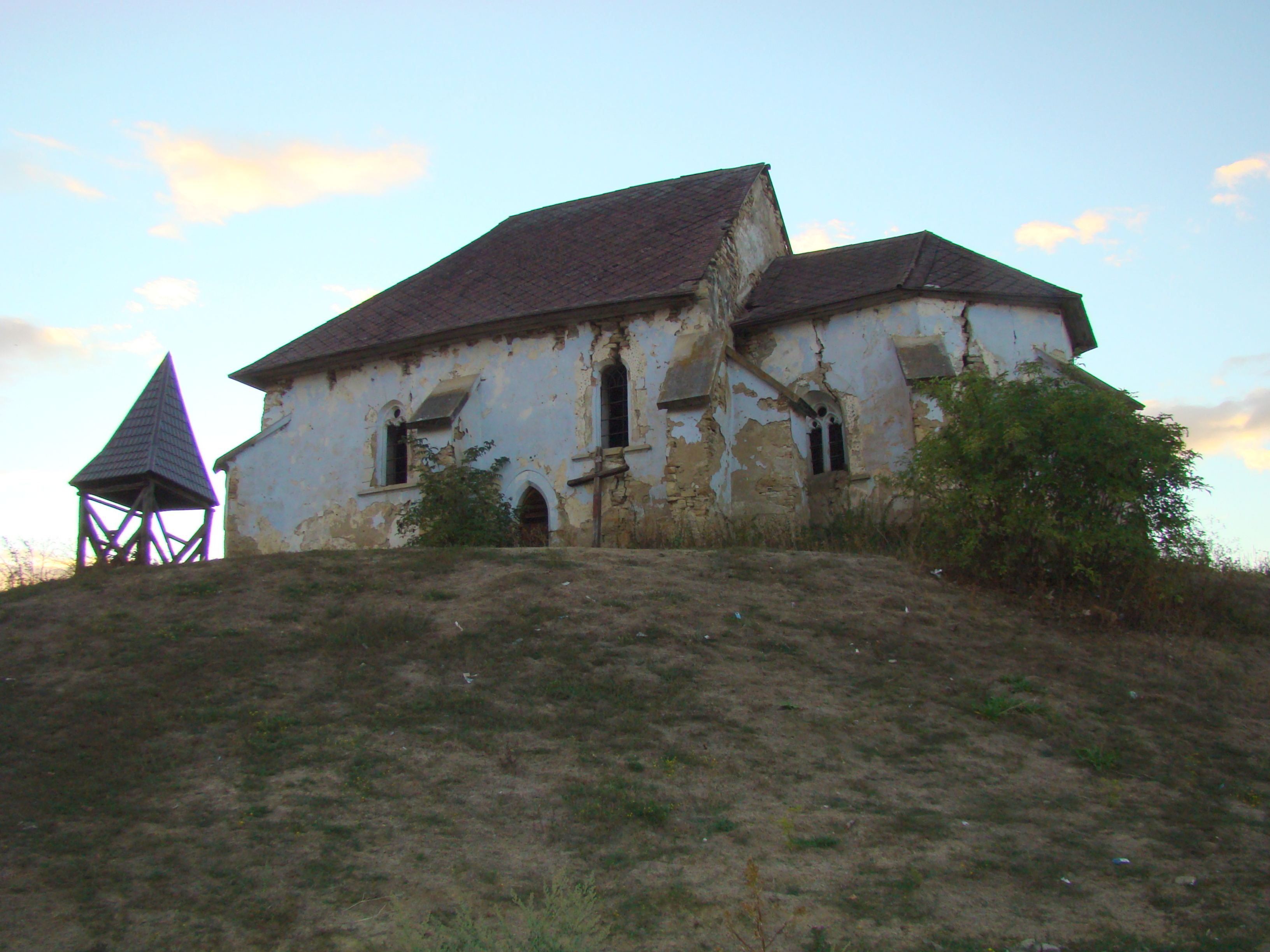
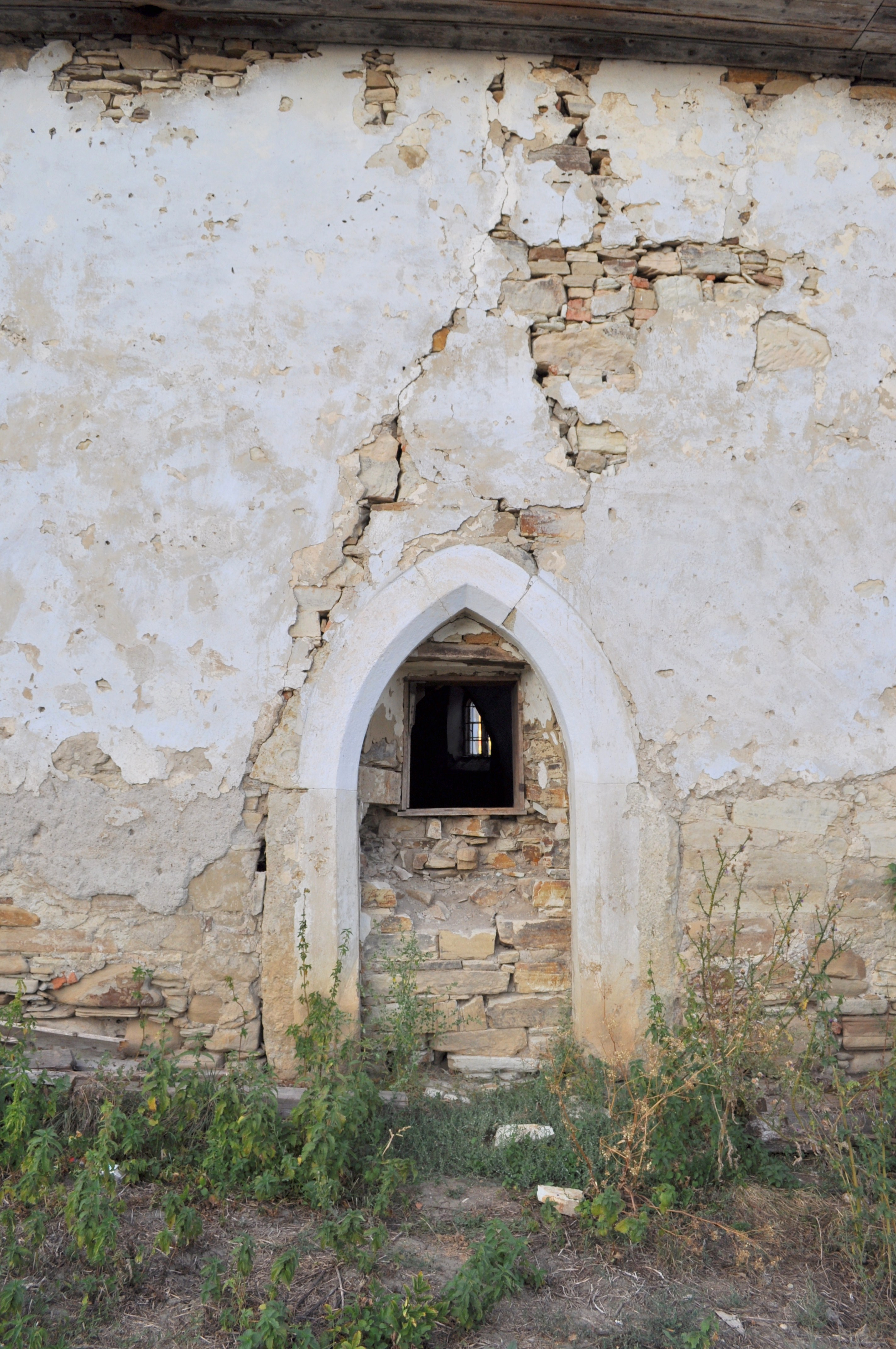
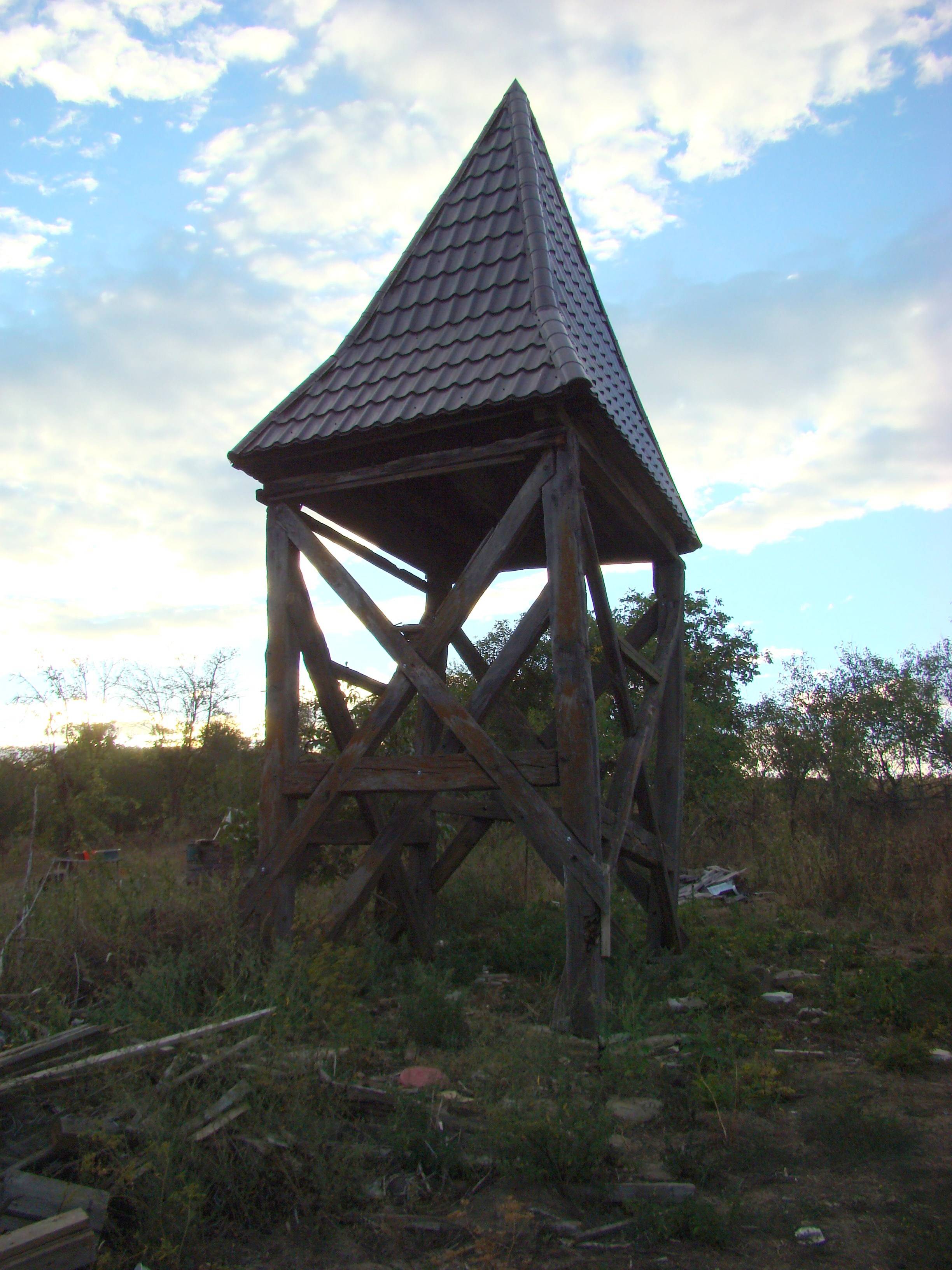
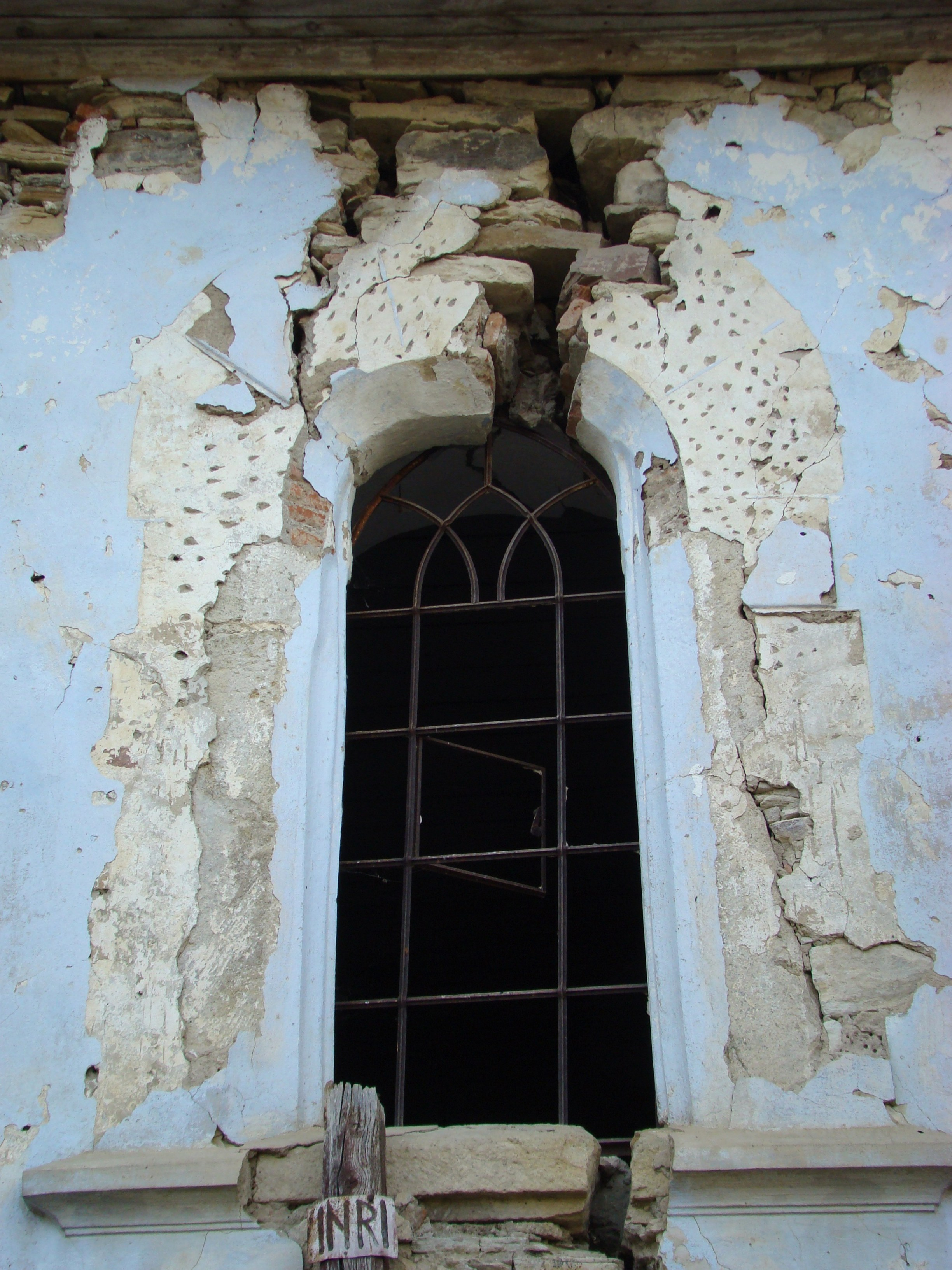
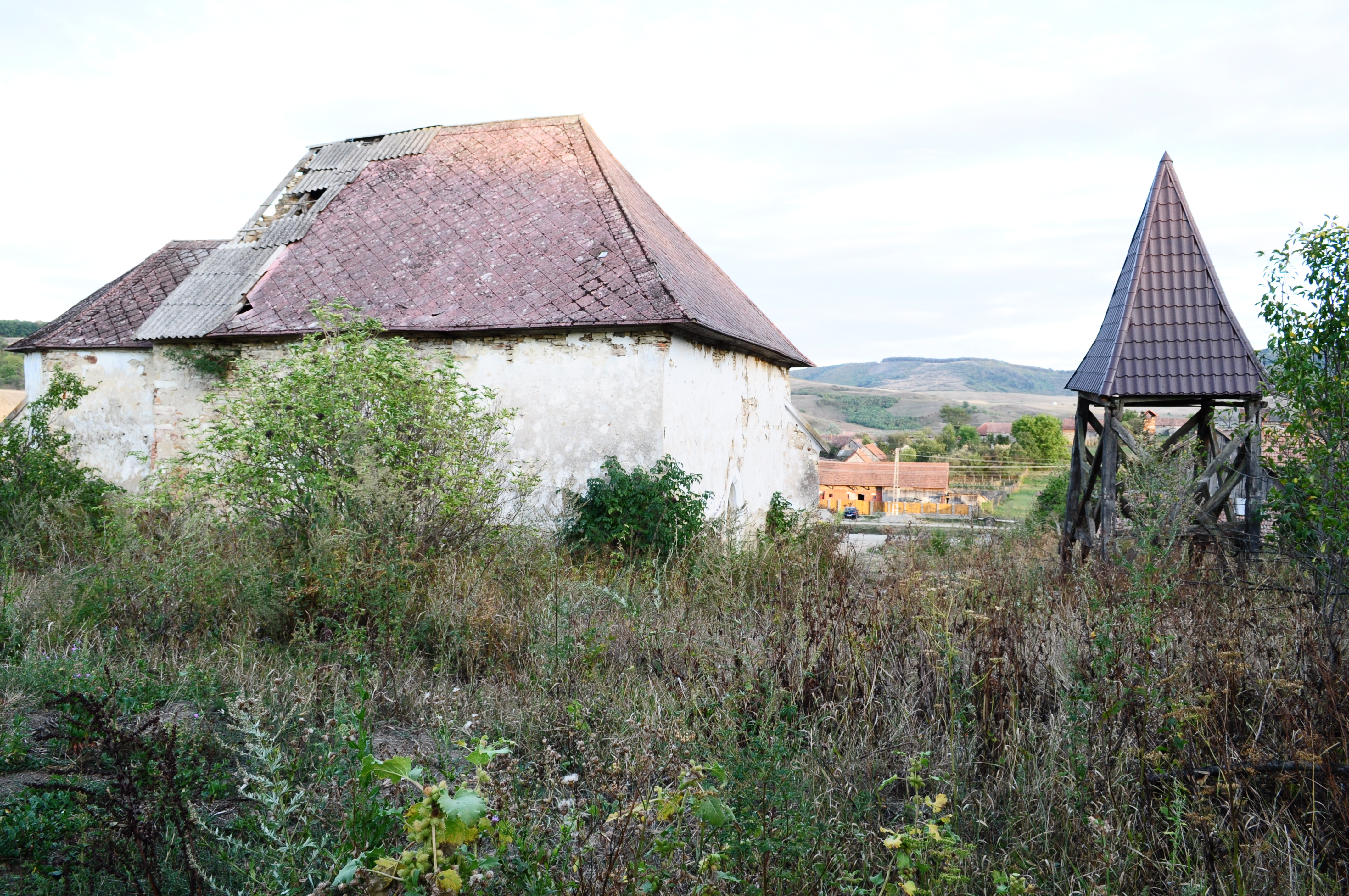
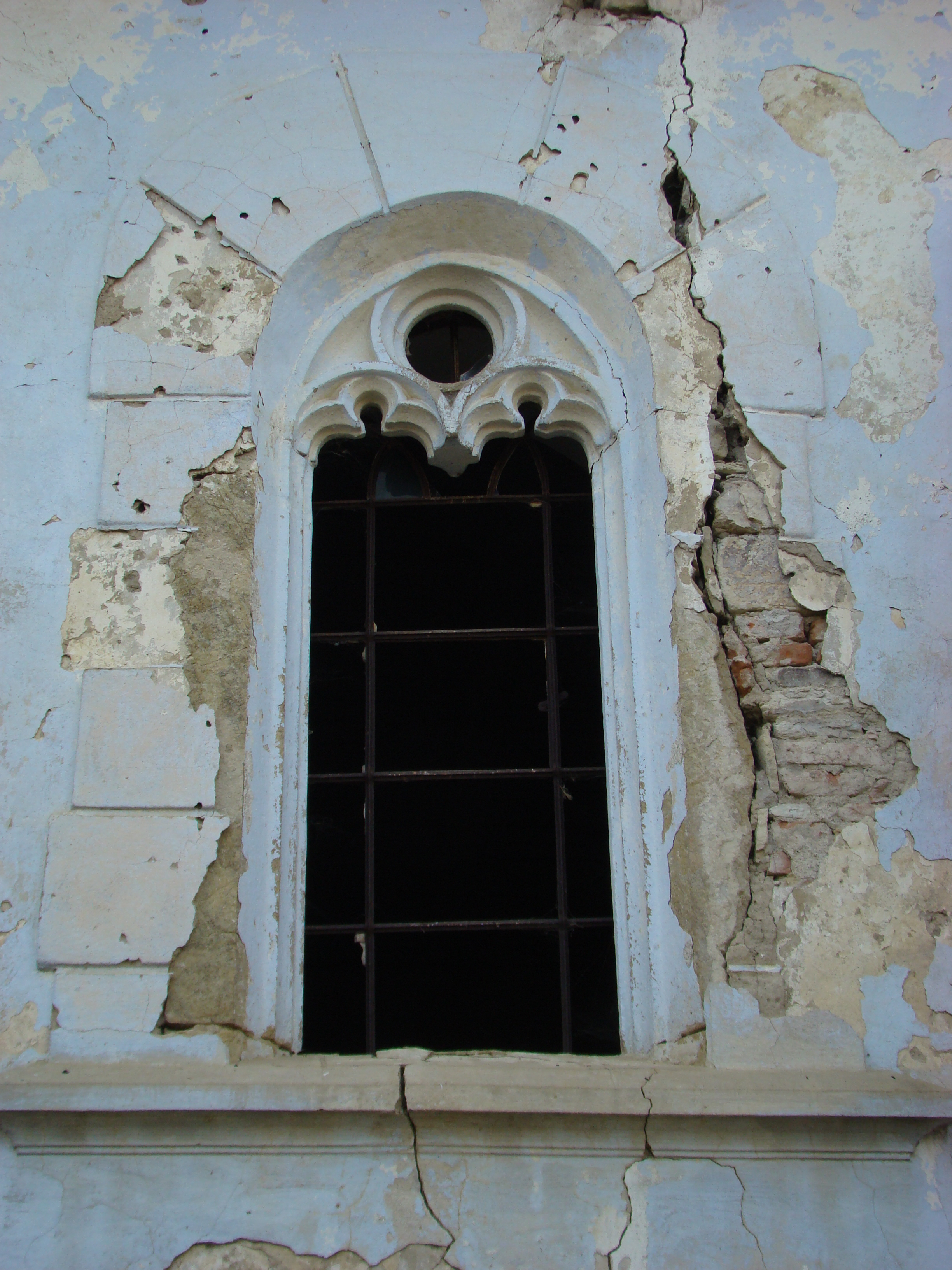
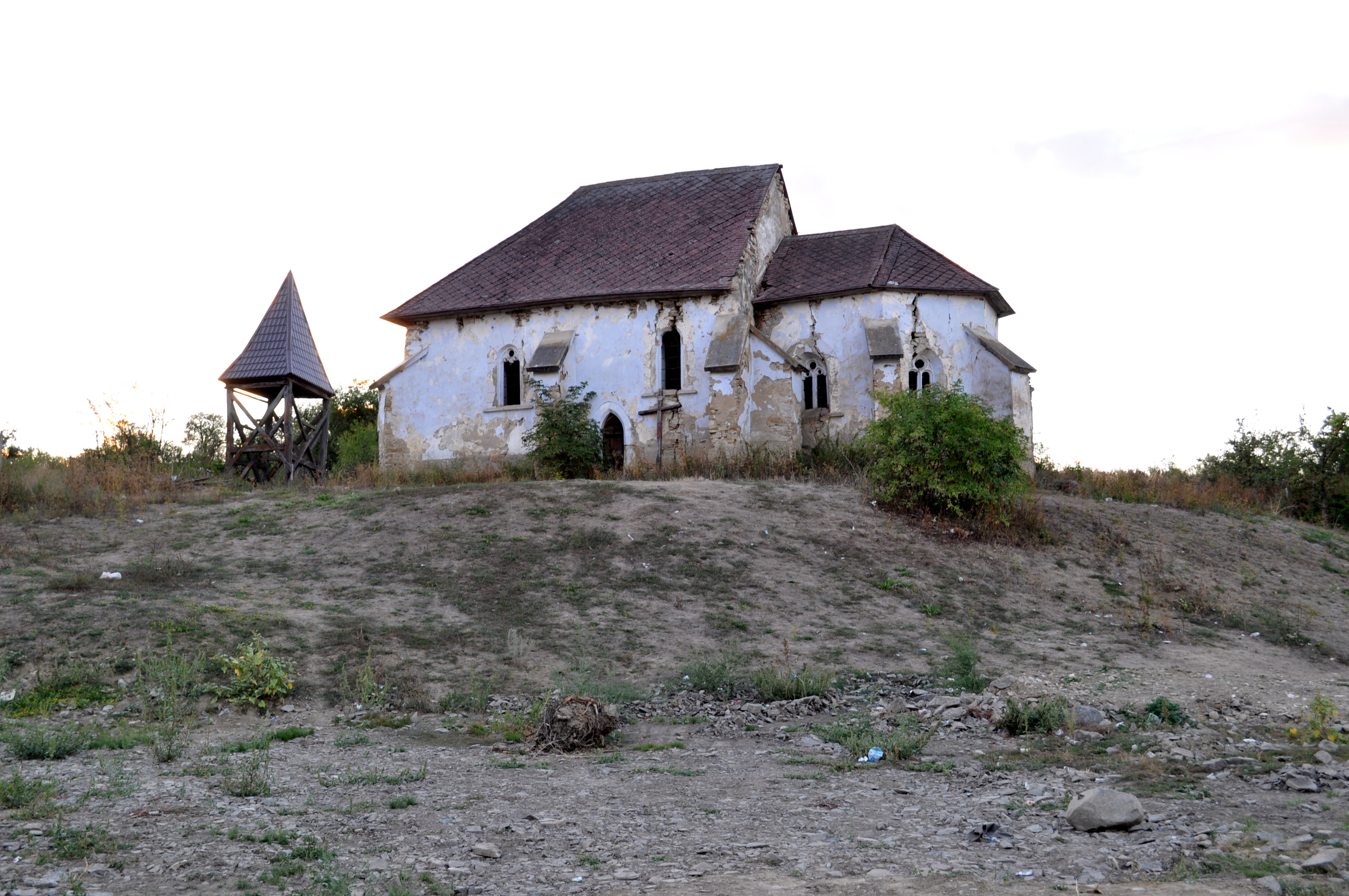
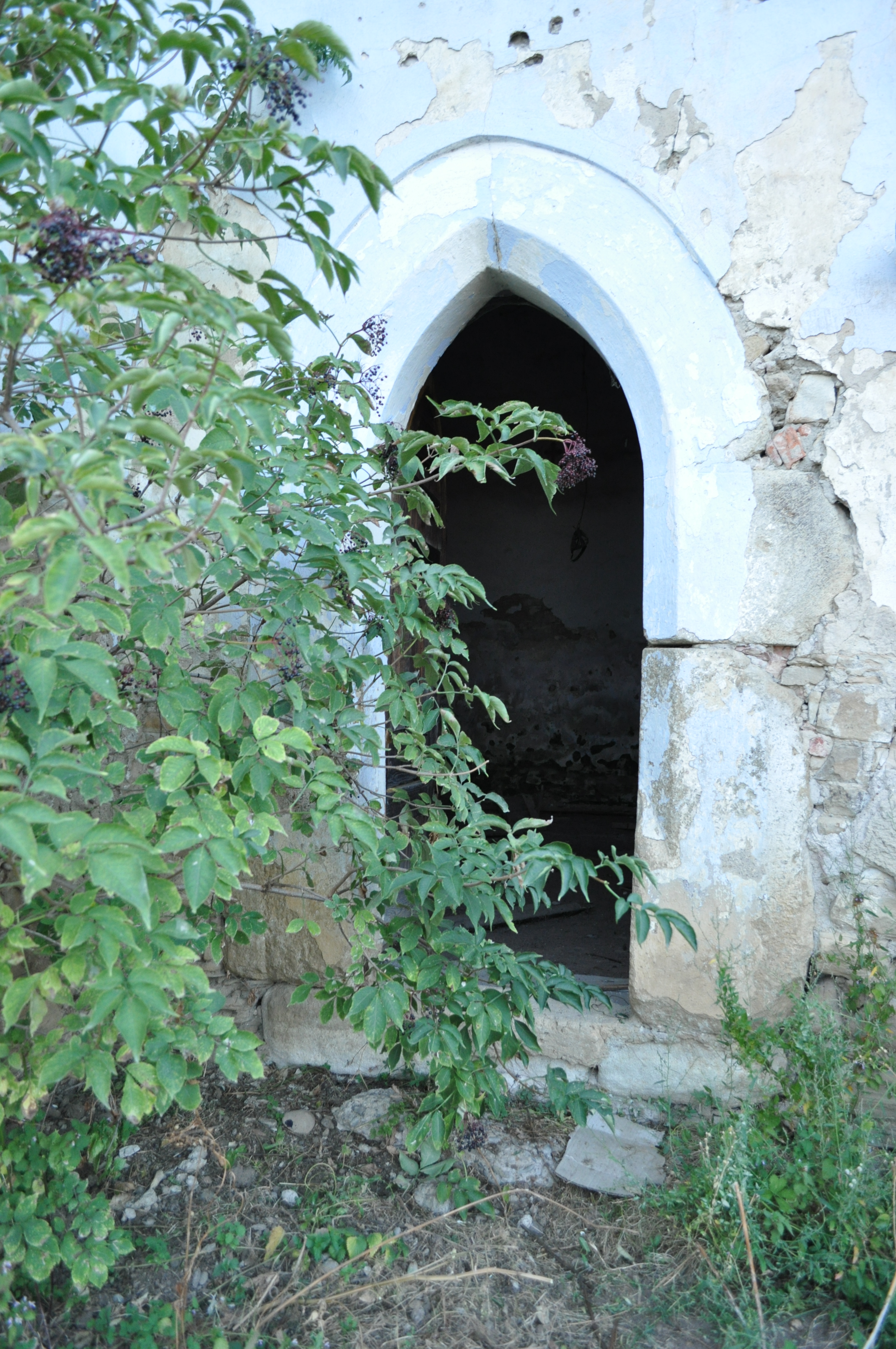
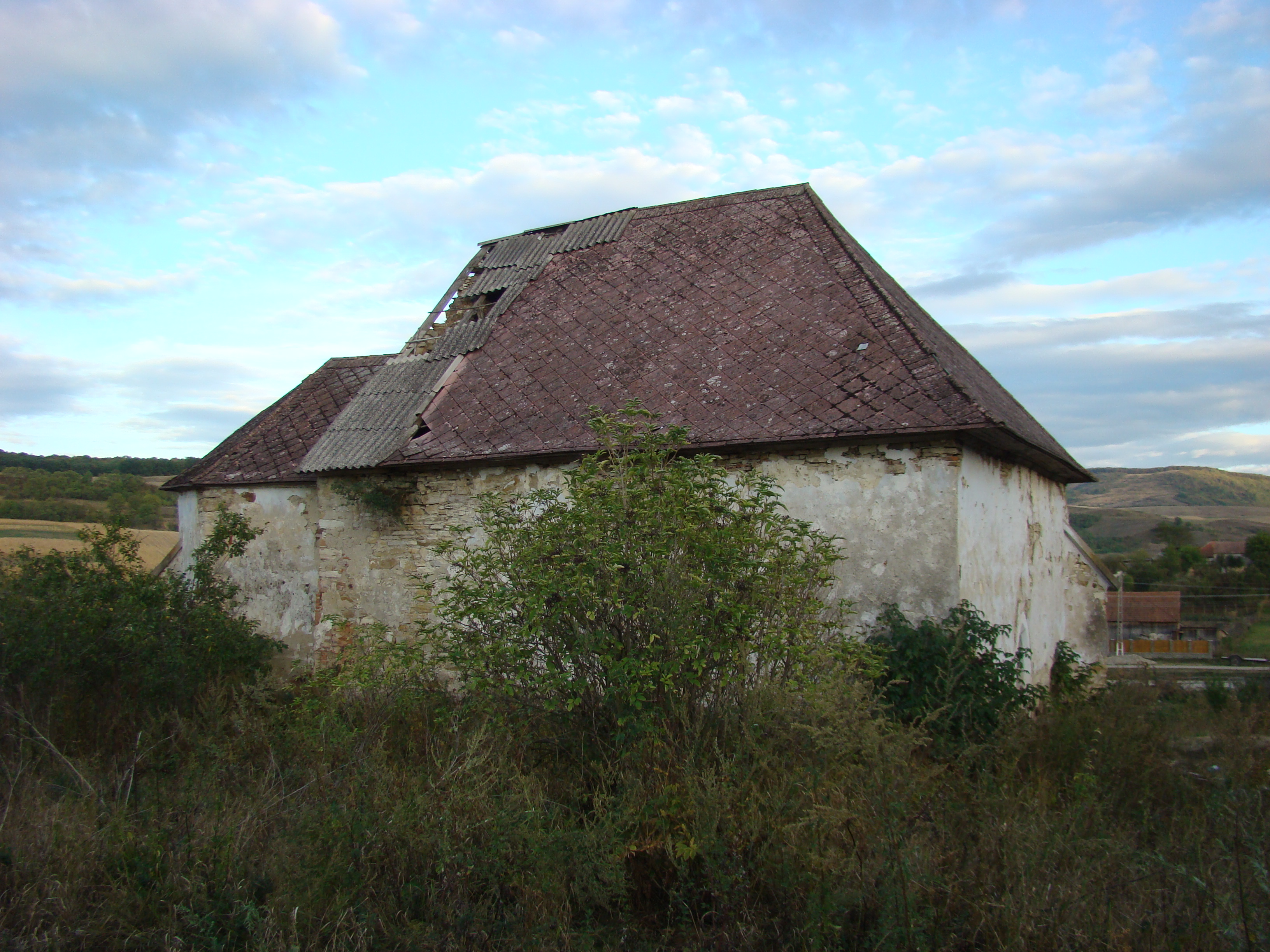
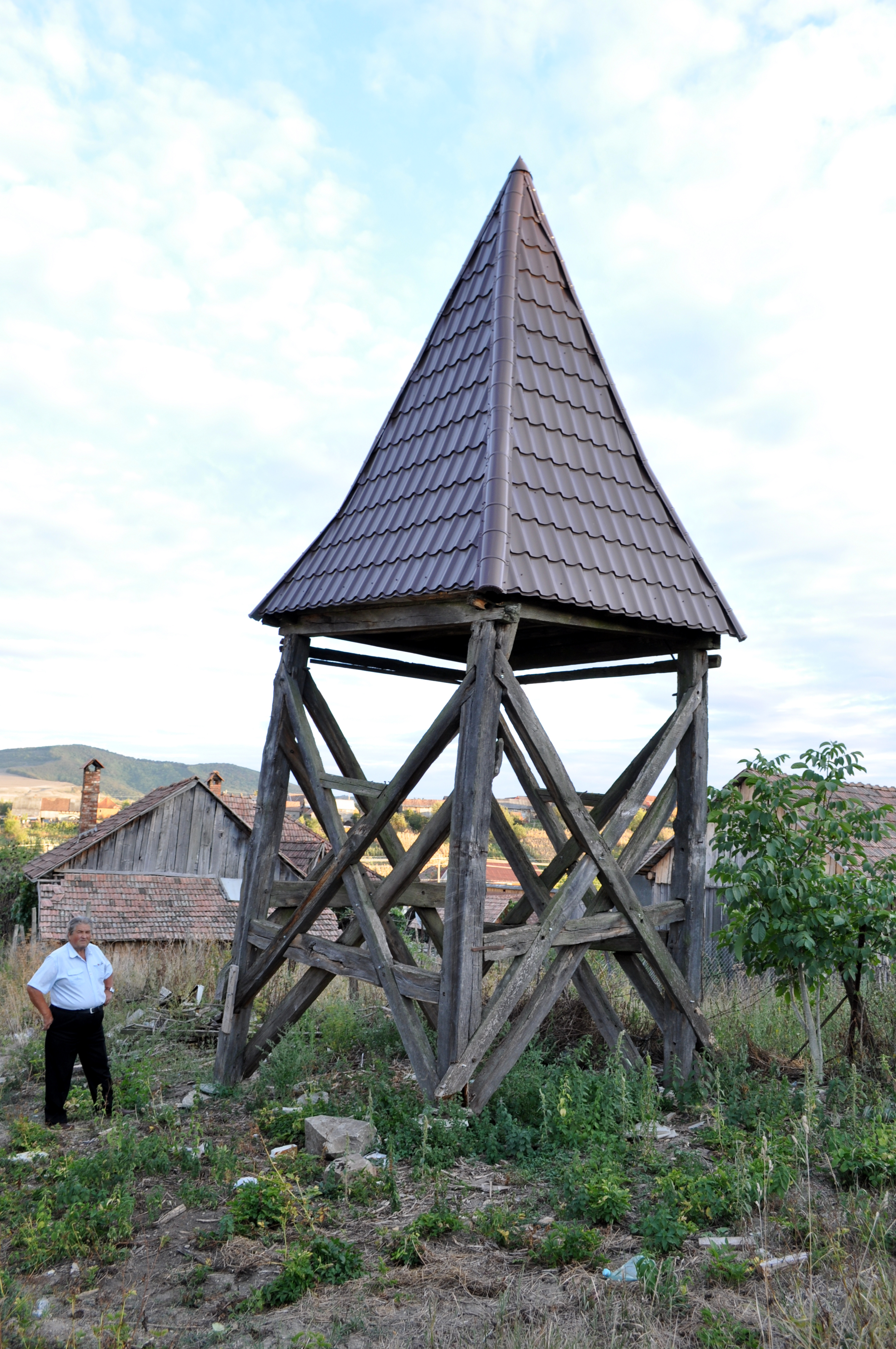

## Imagini din interior

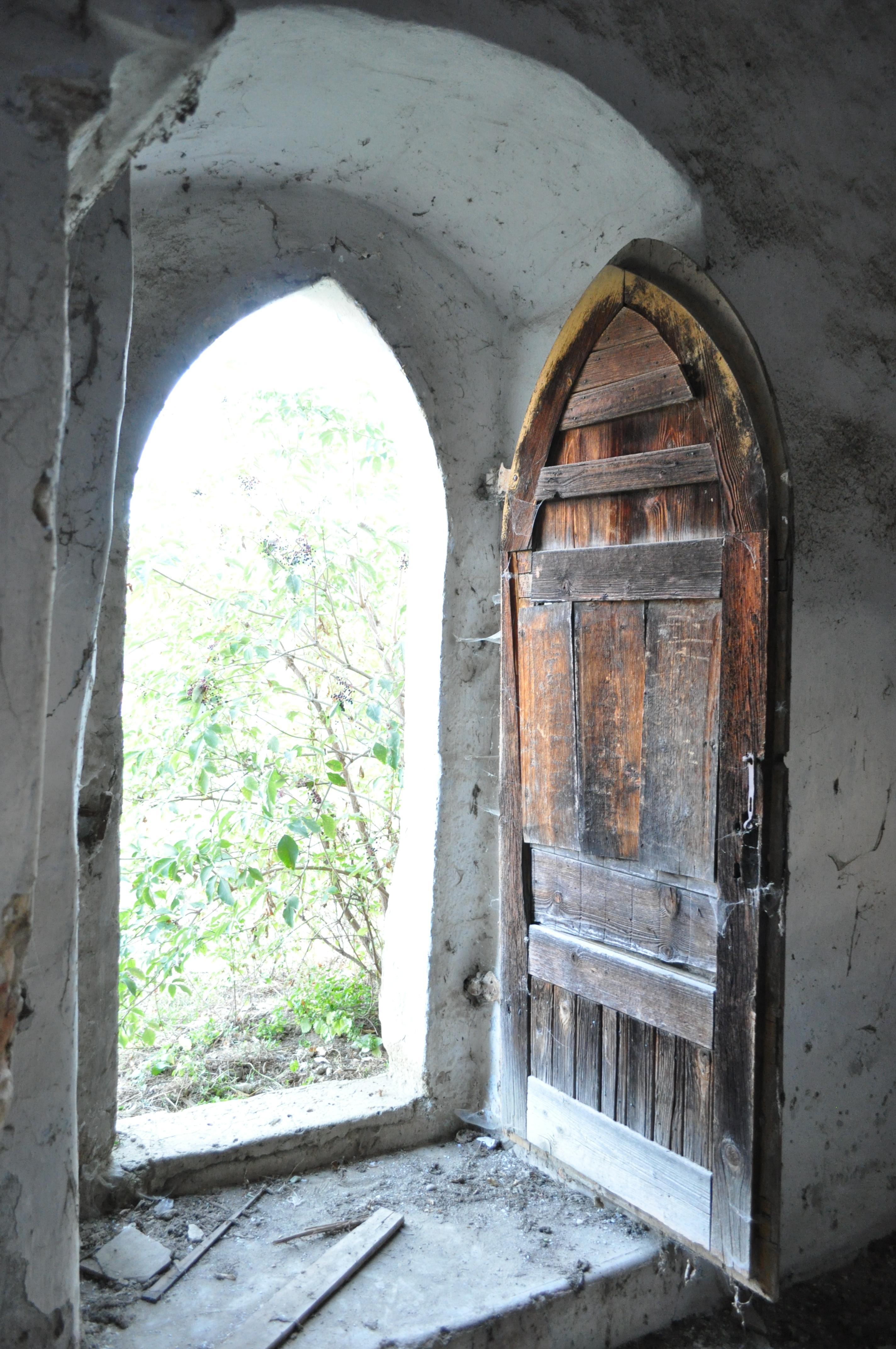
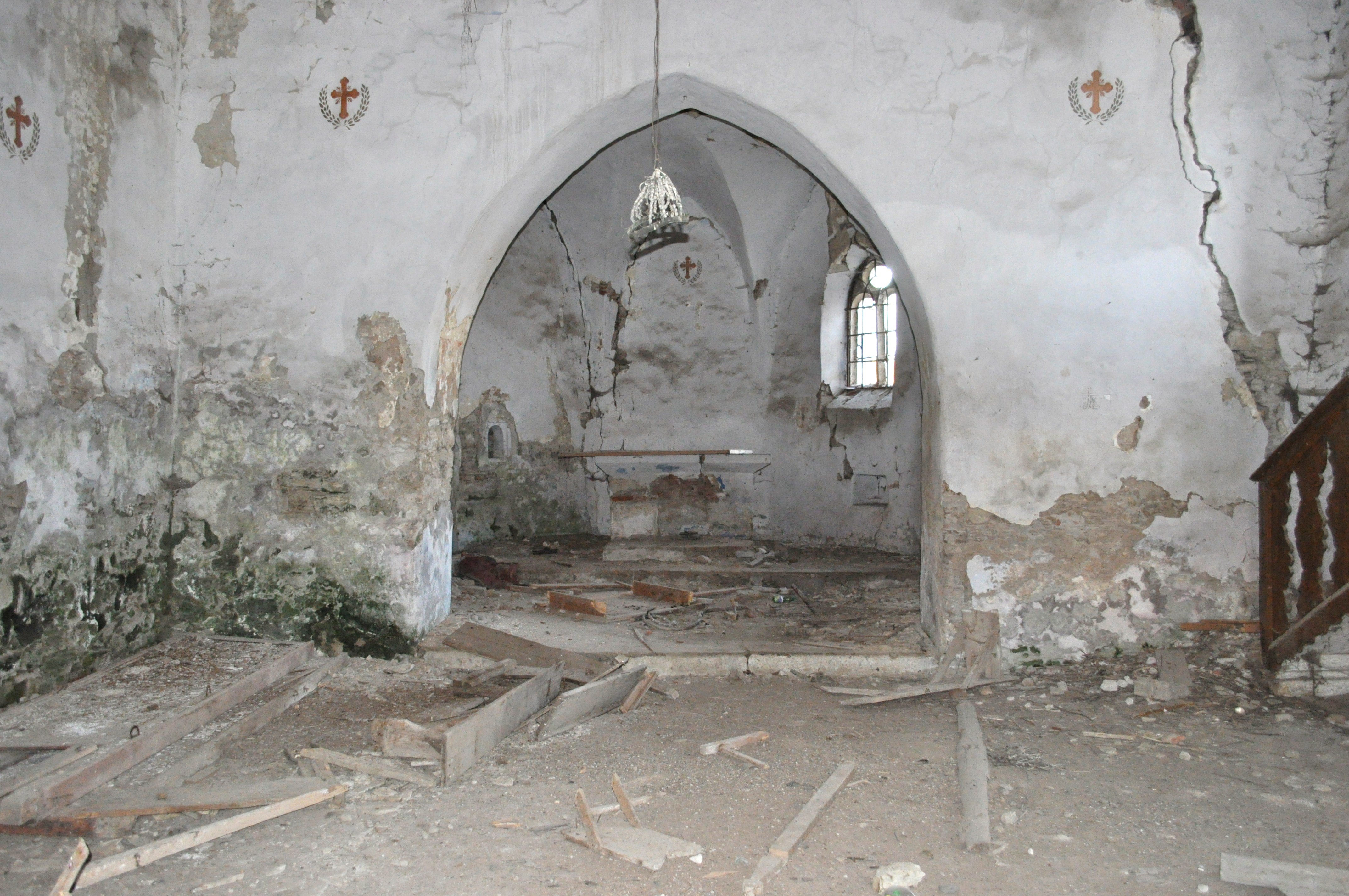
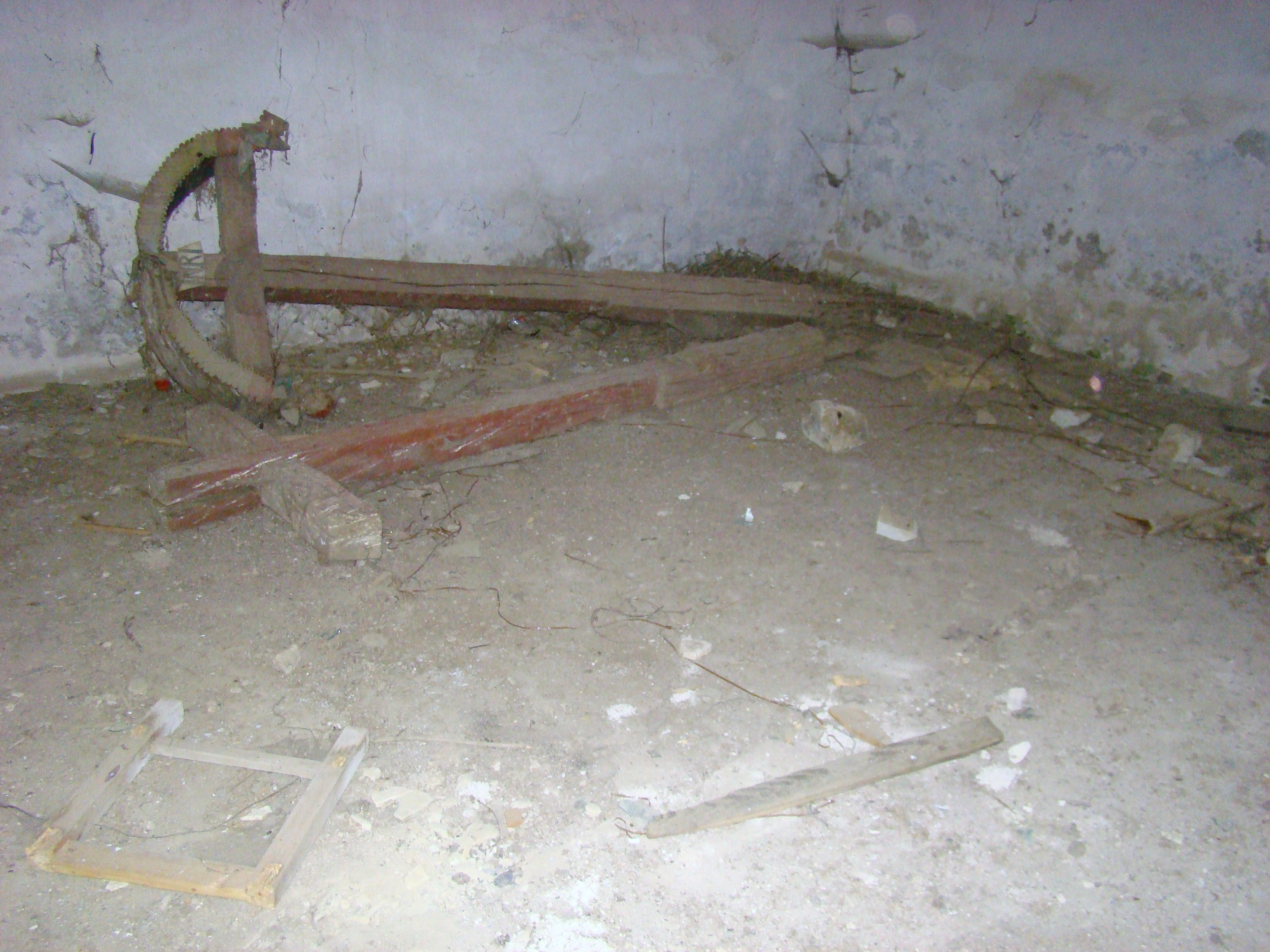
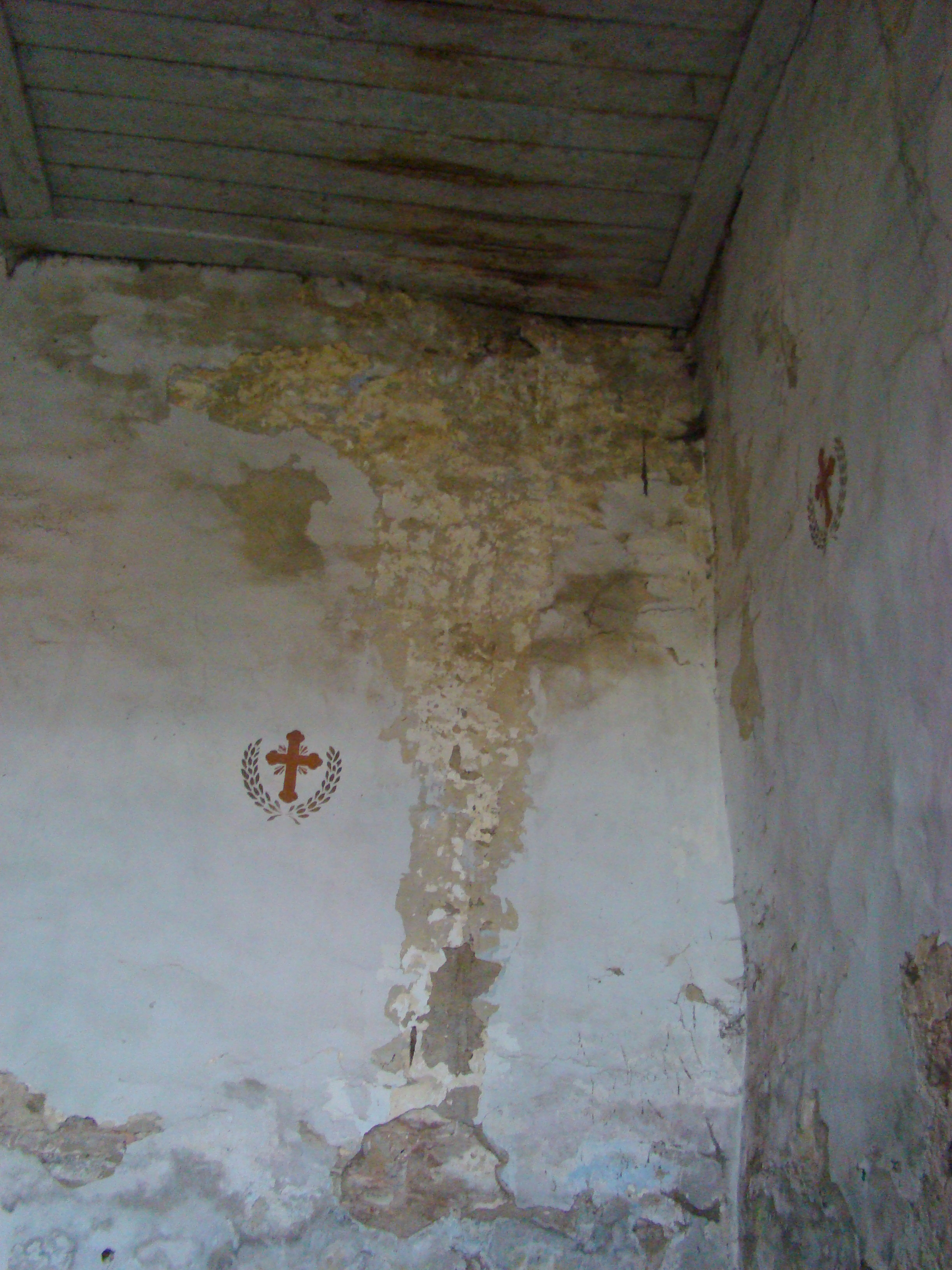
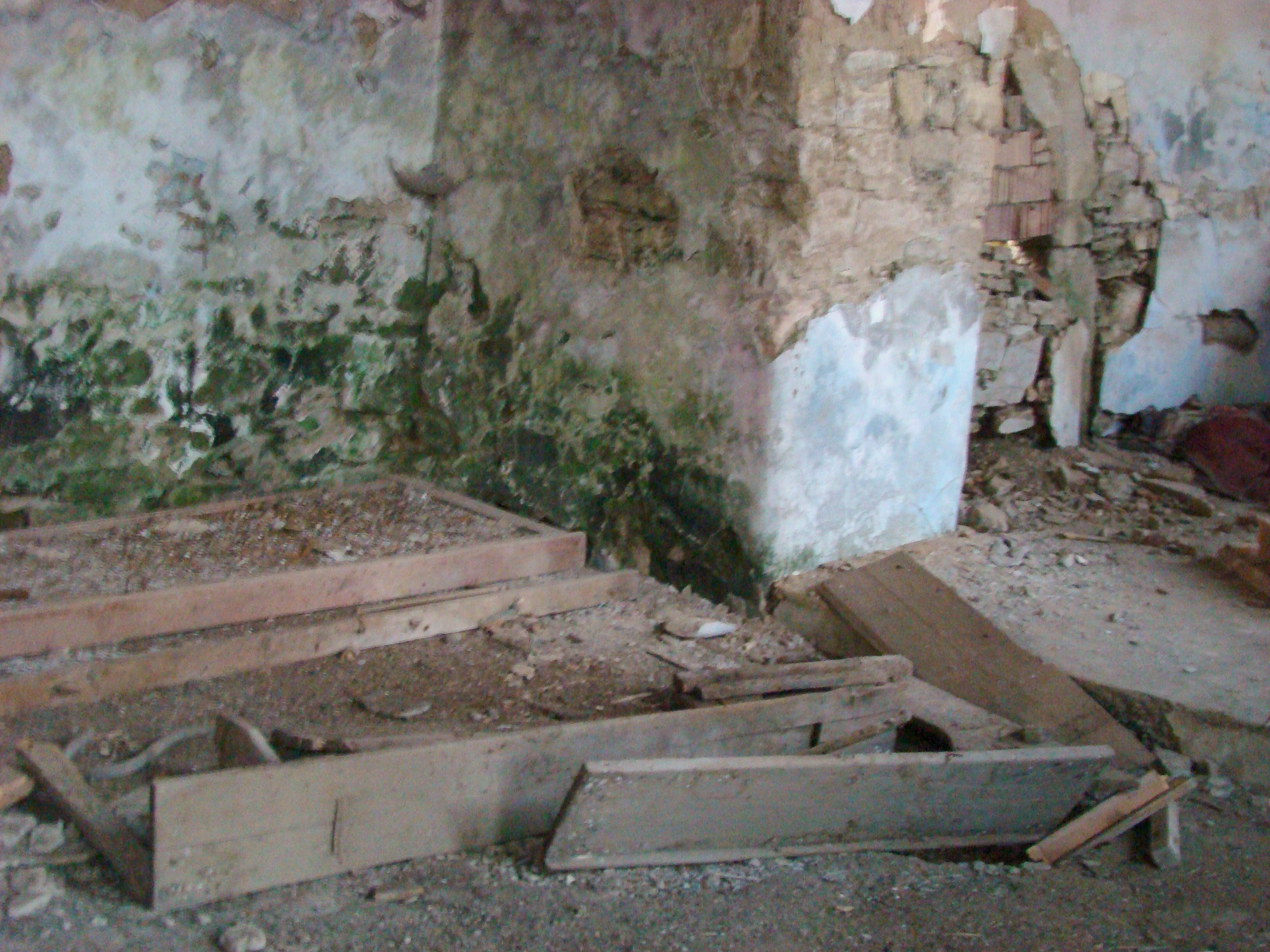
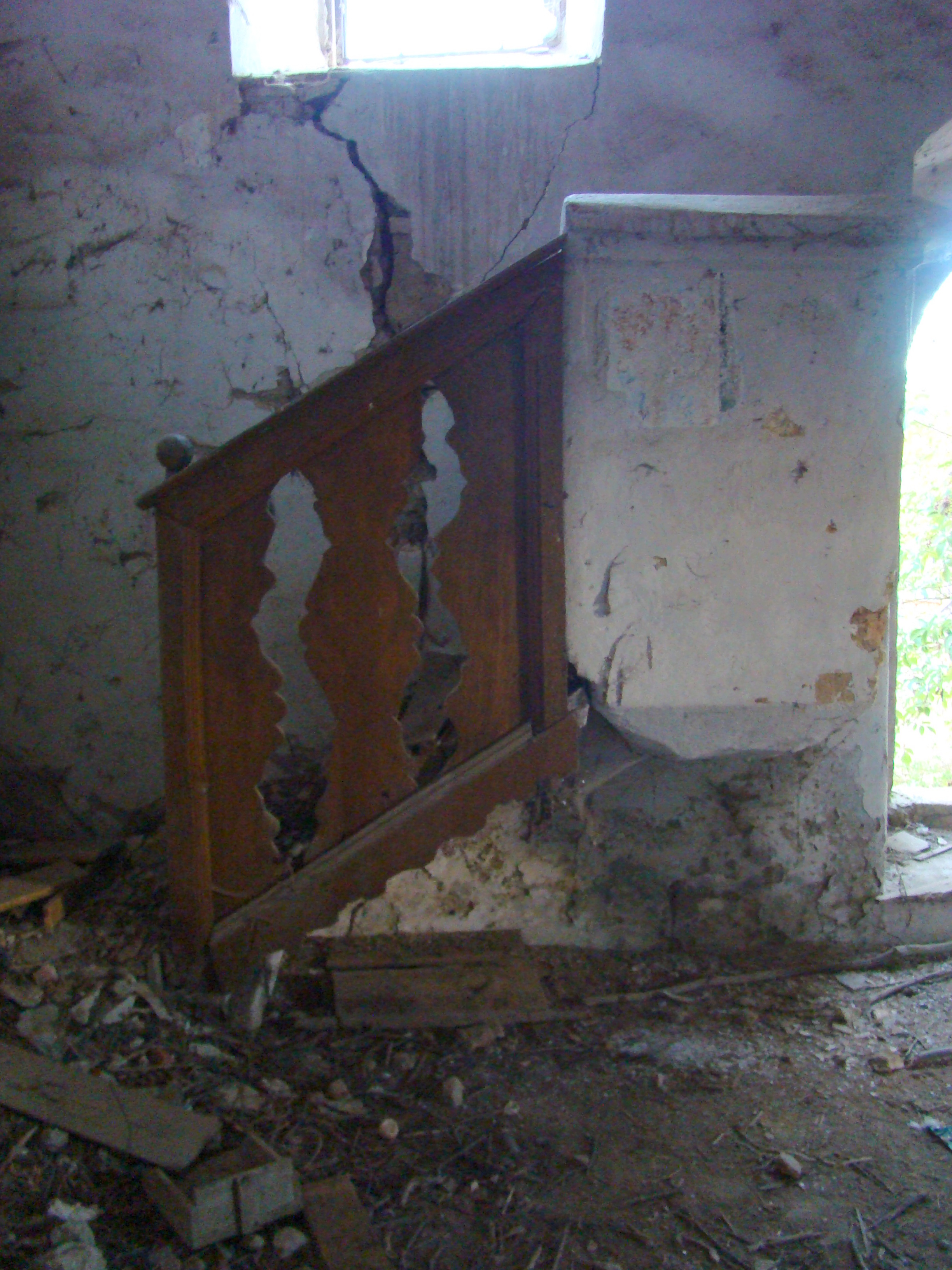
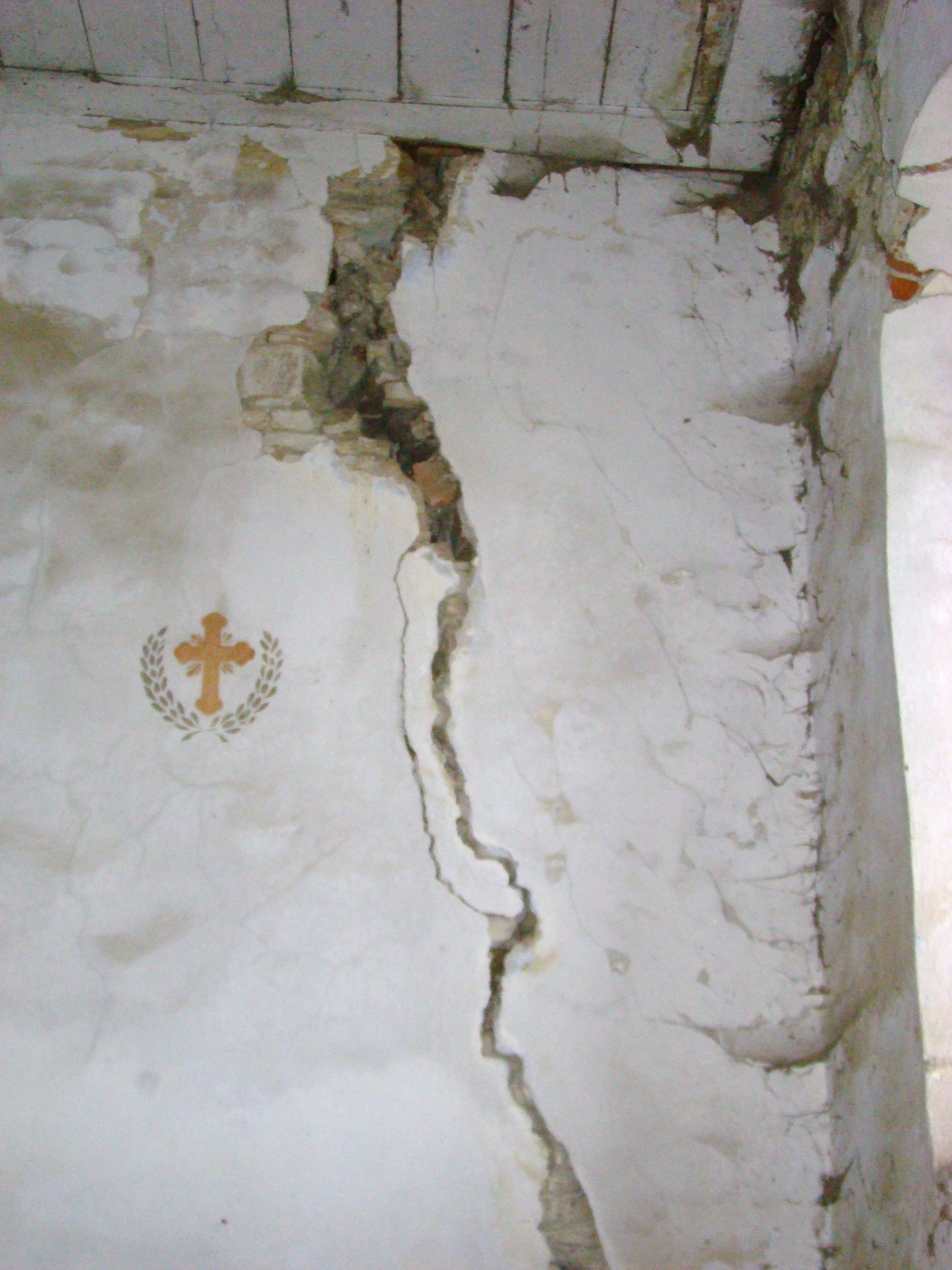
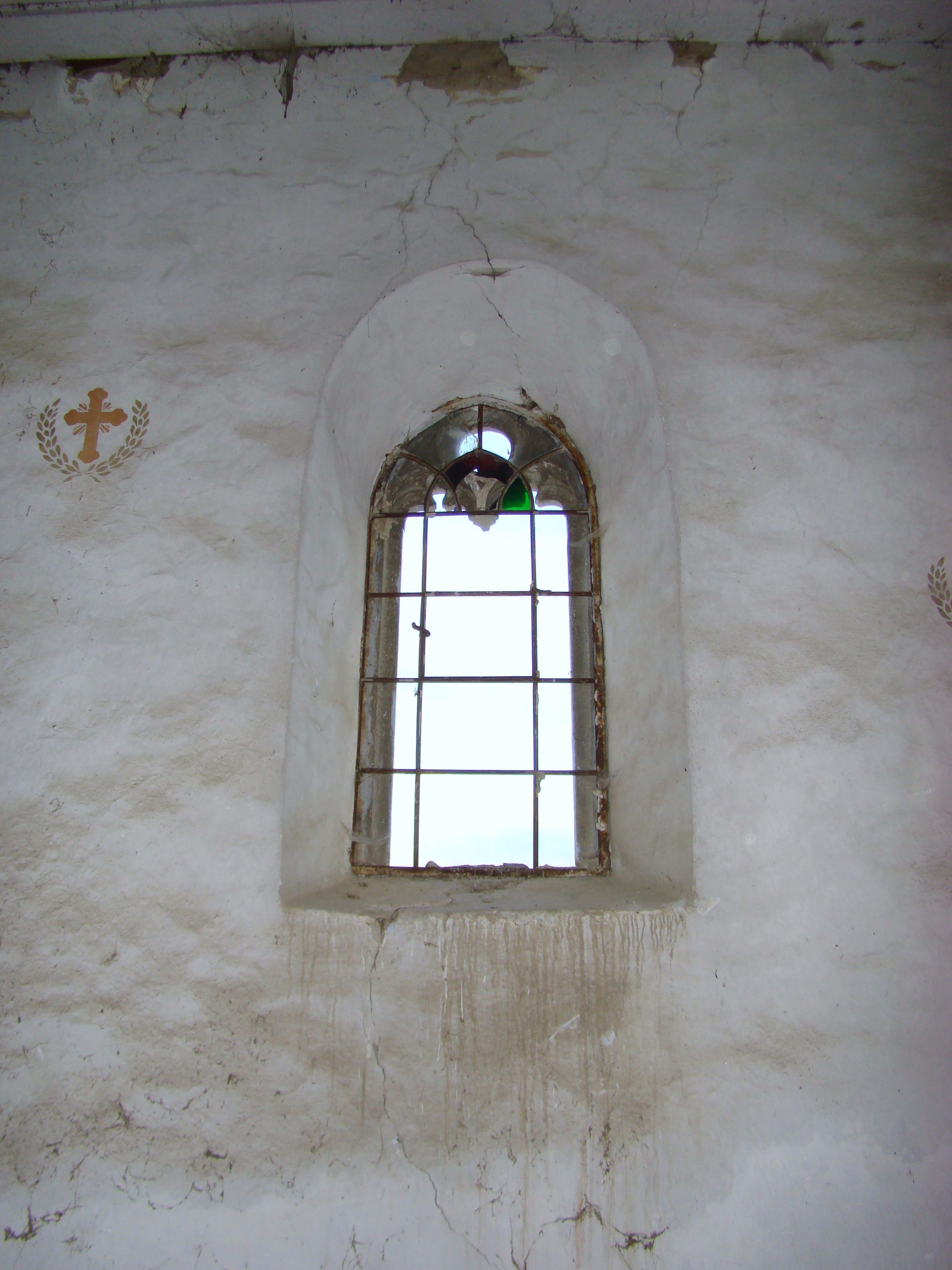
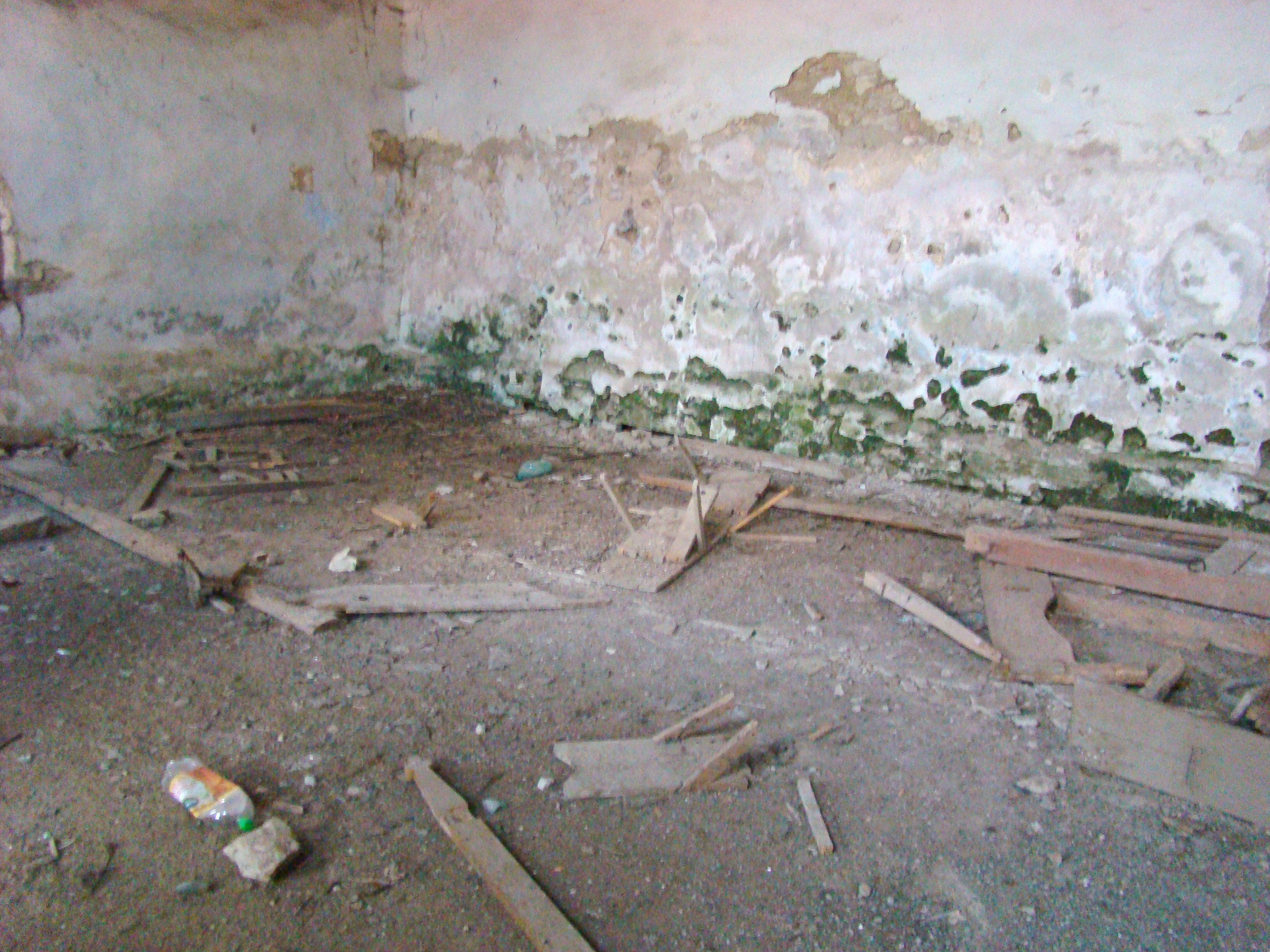
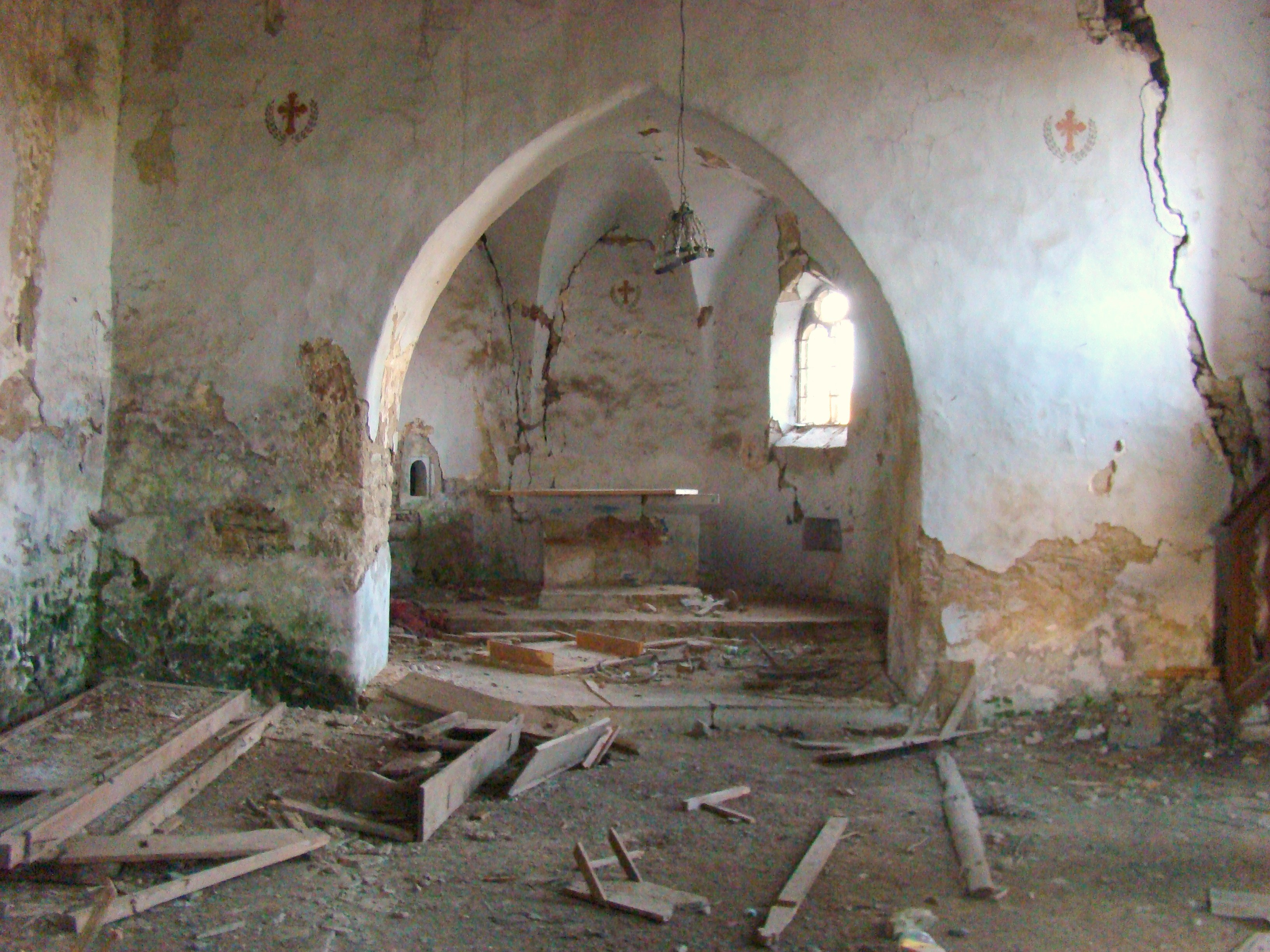
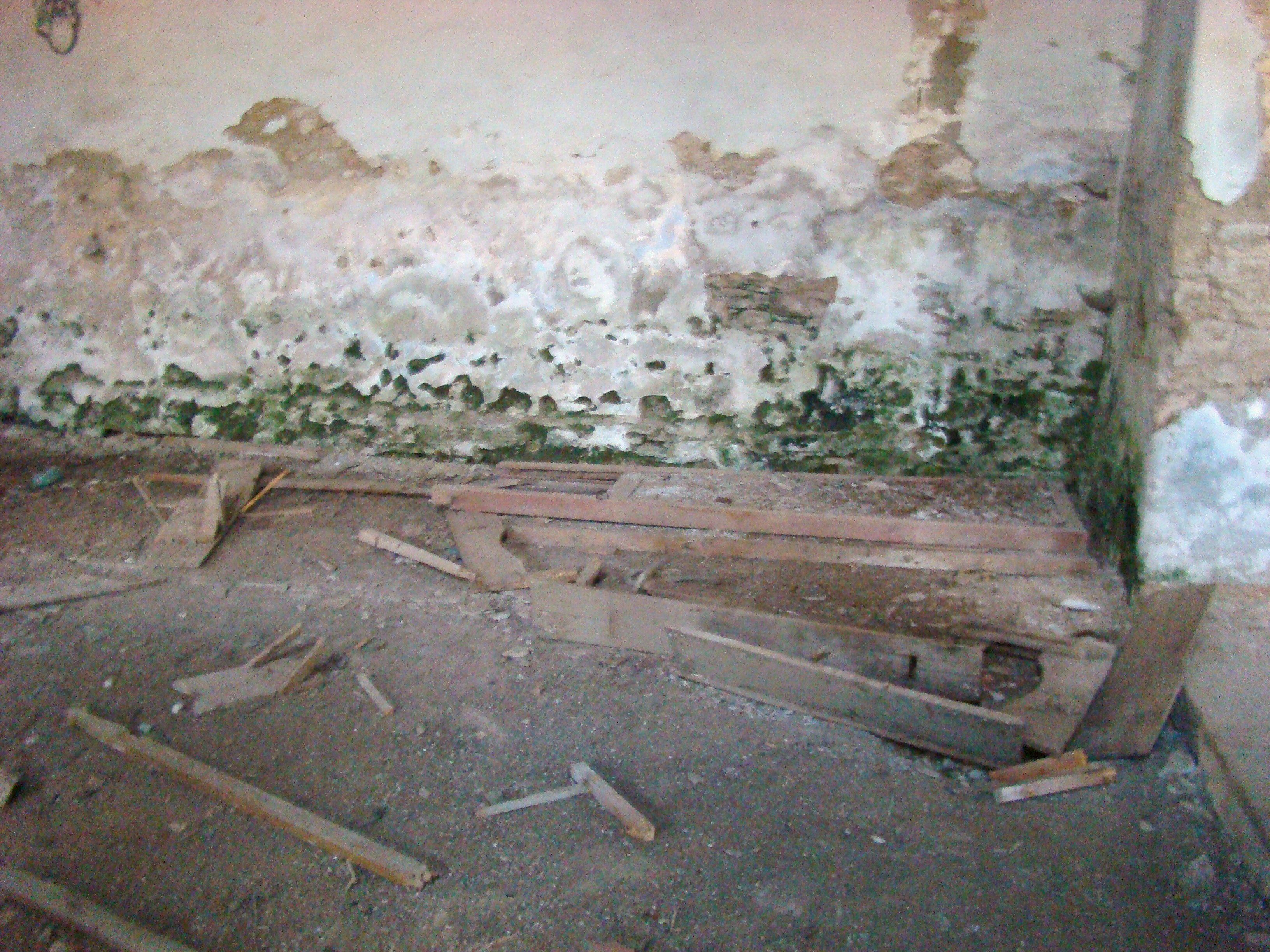
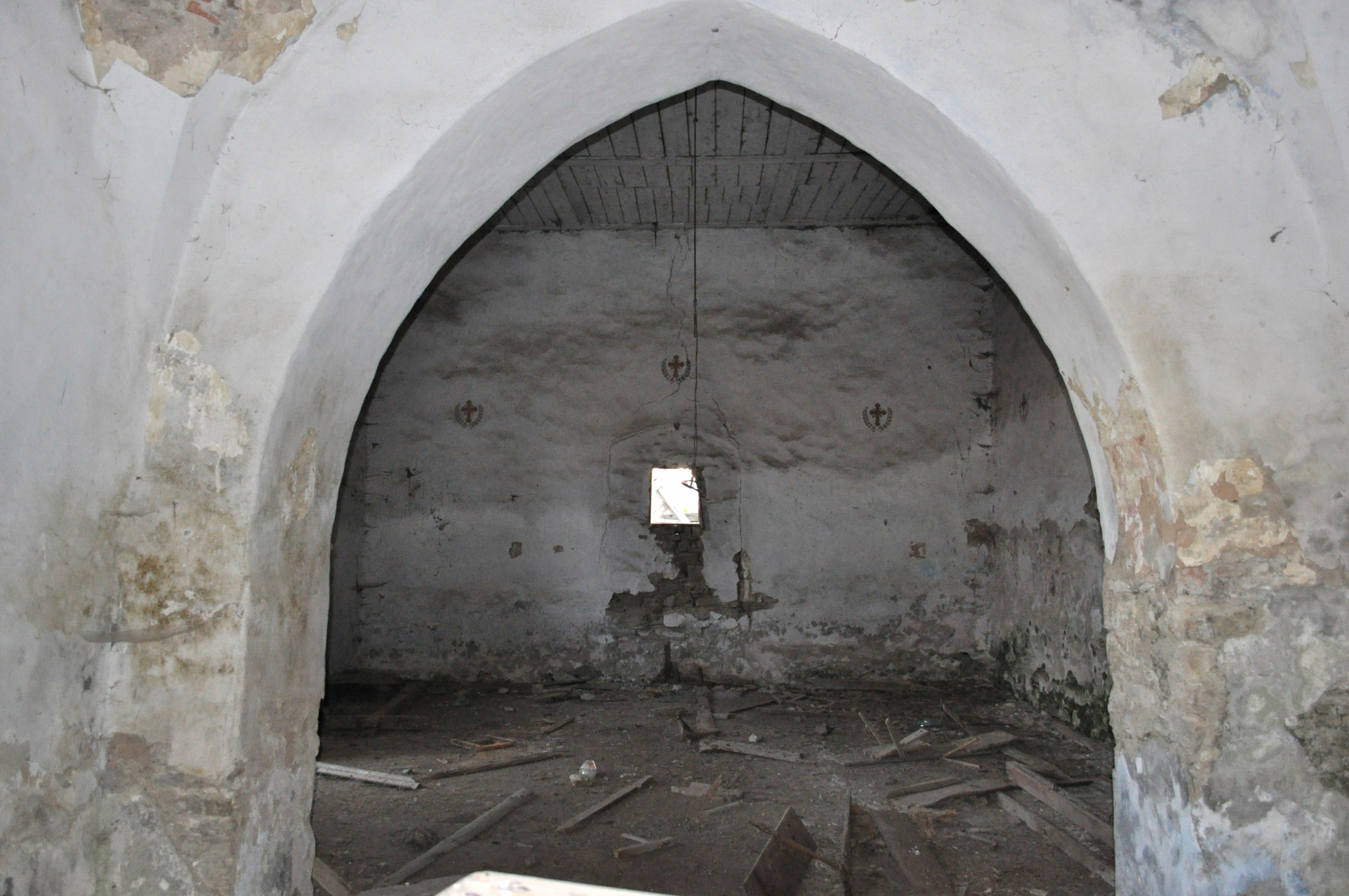
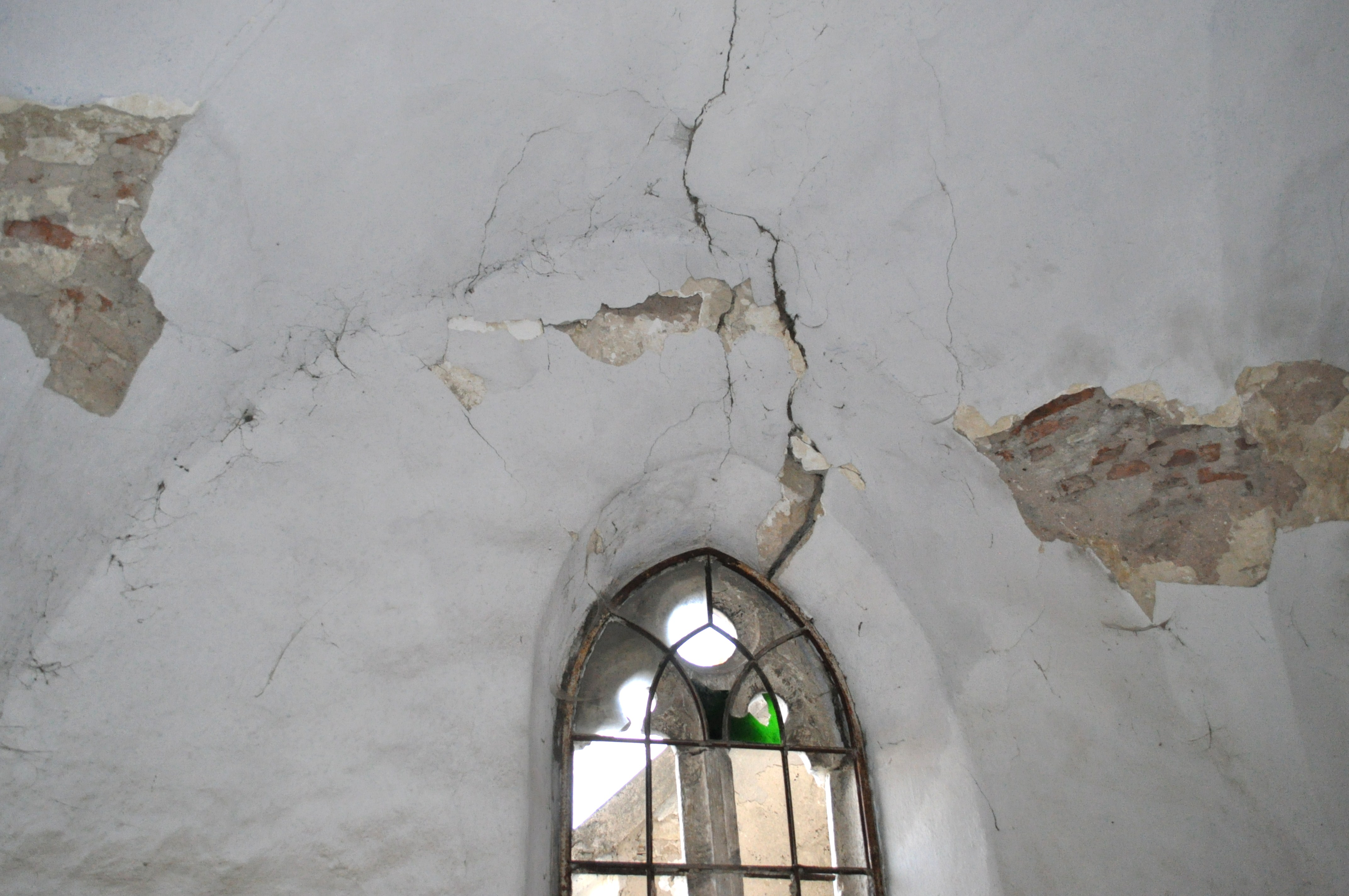
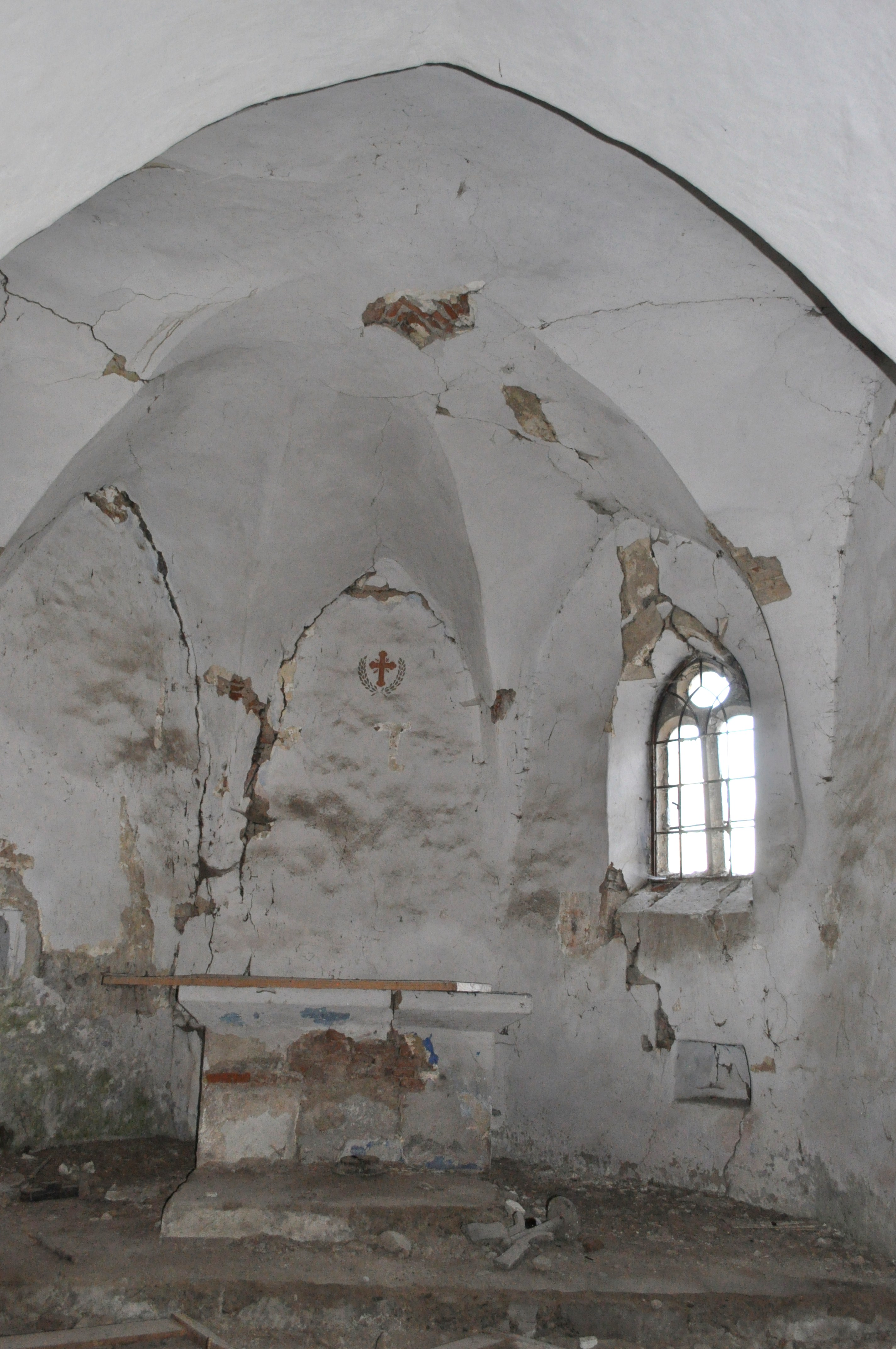
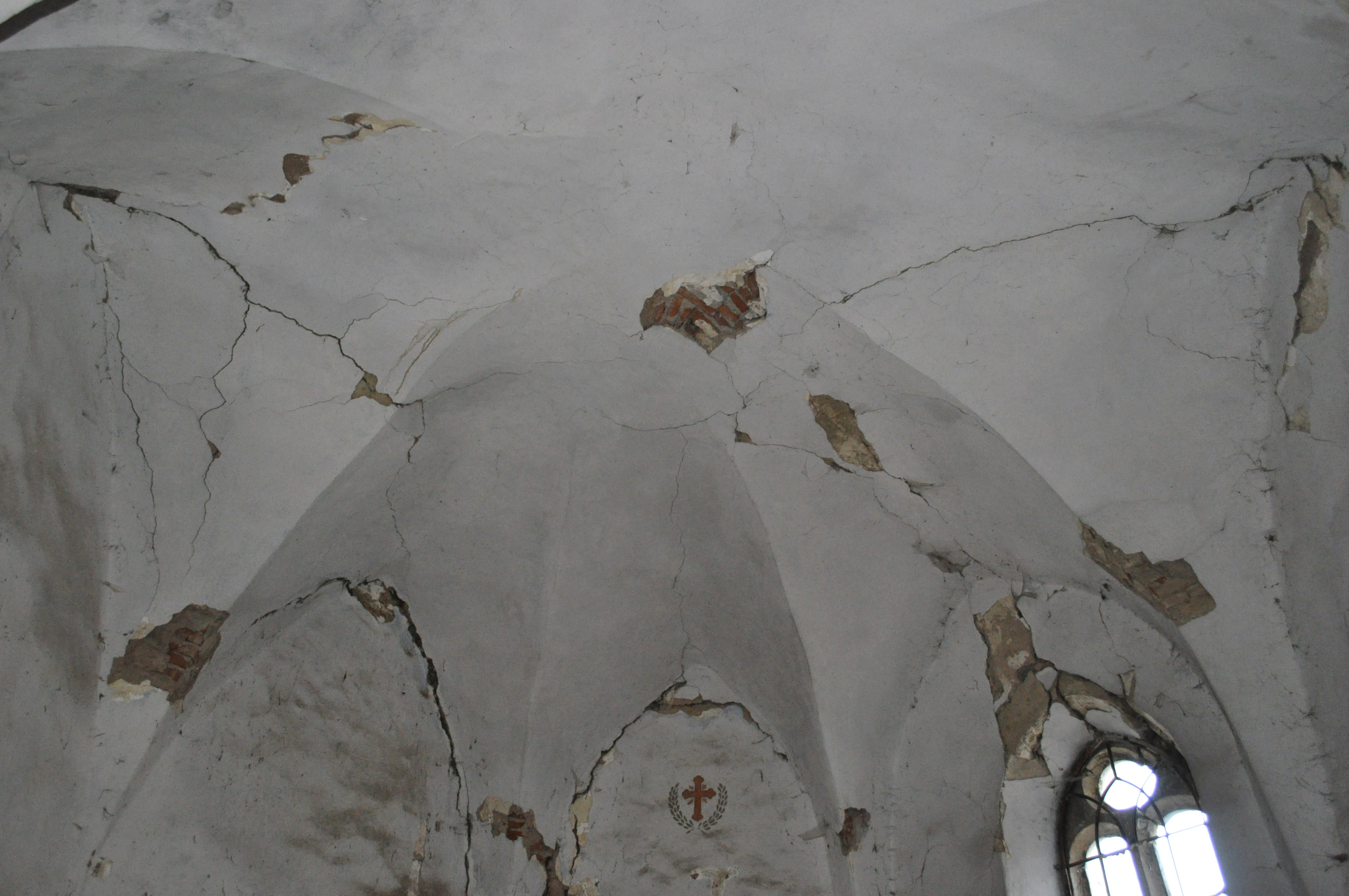
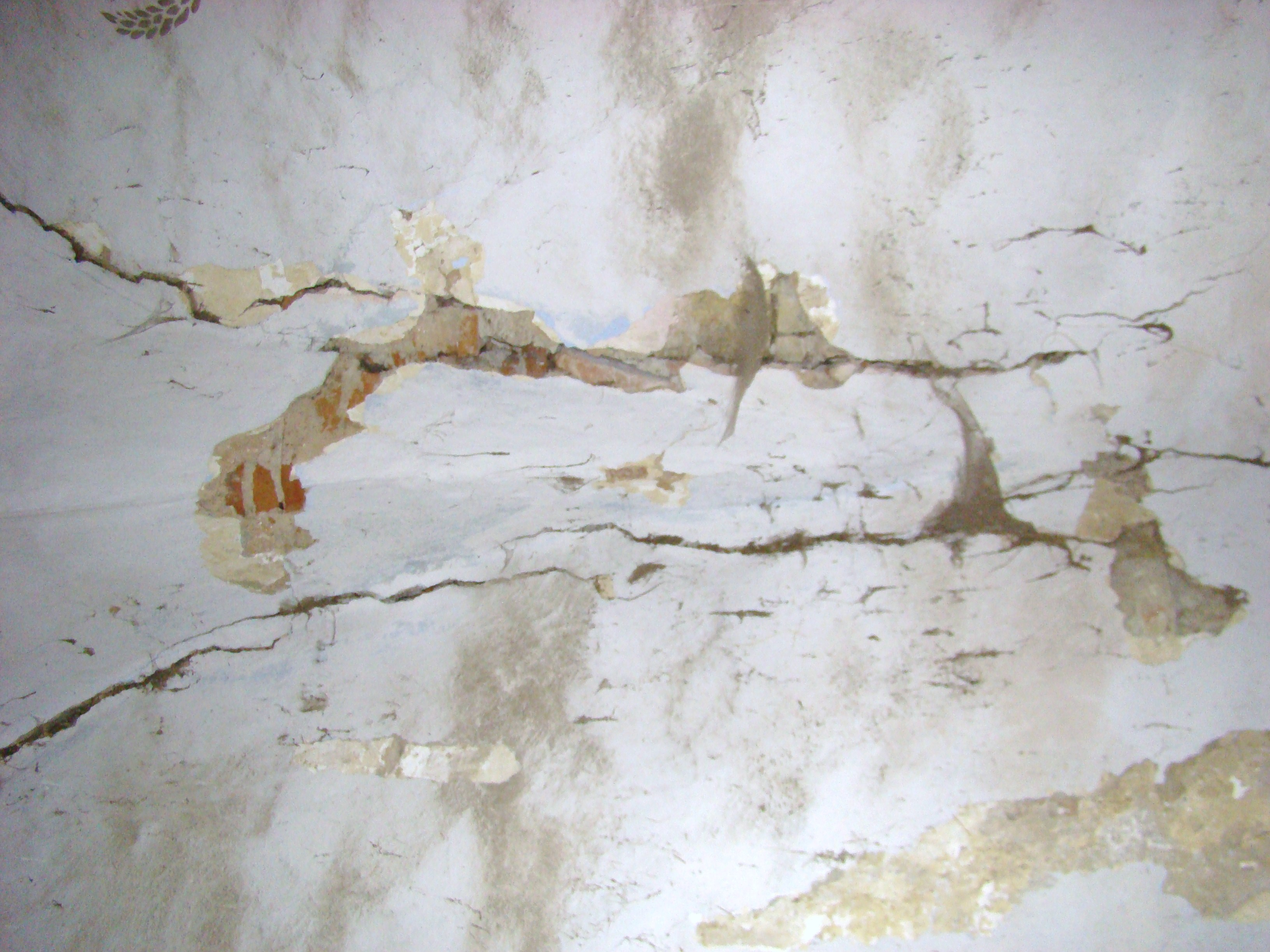
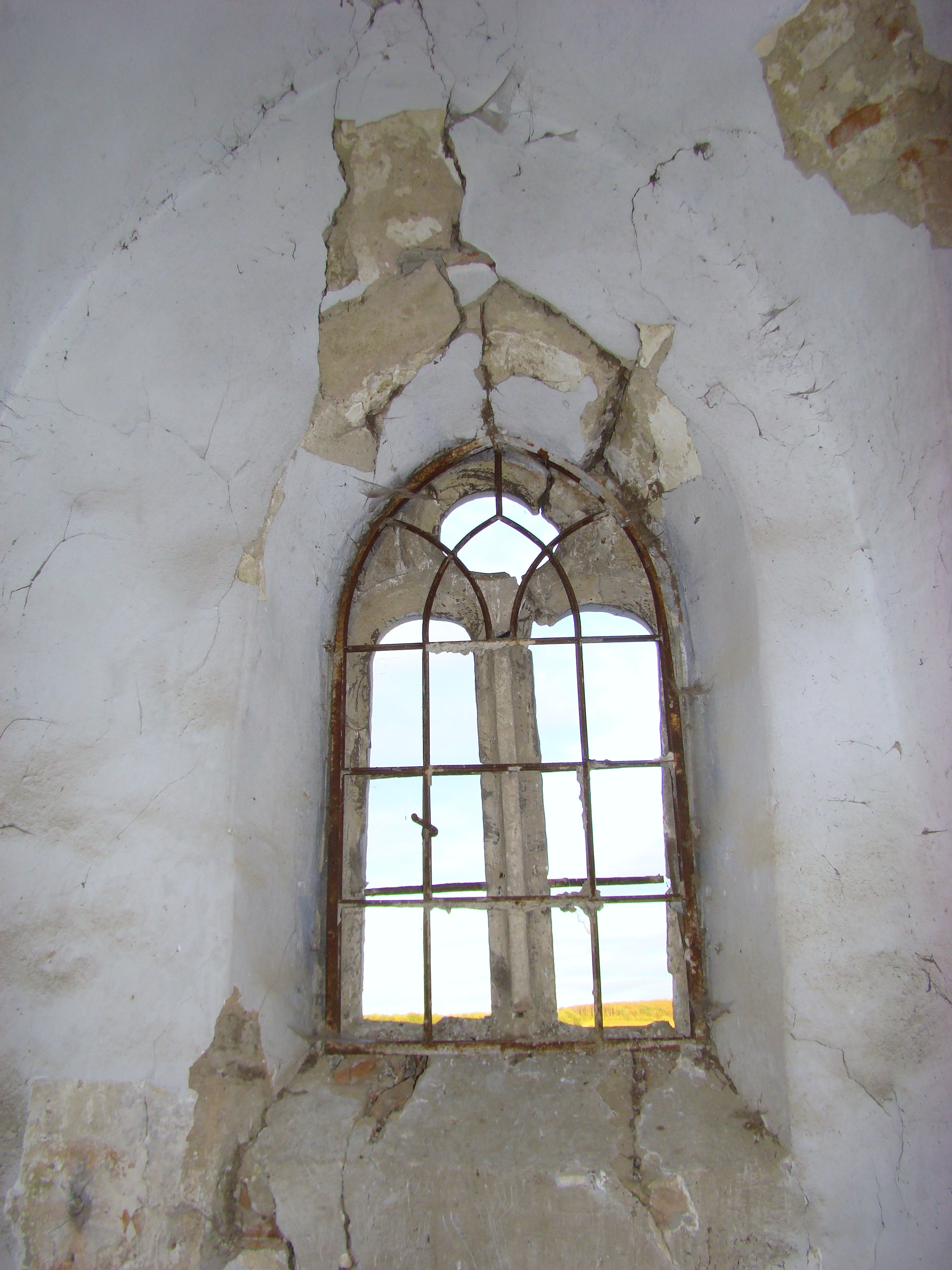
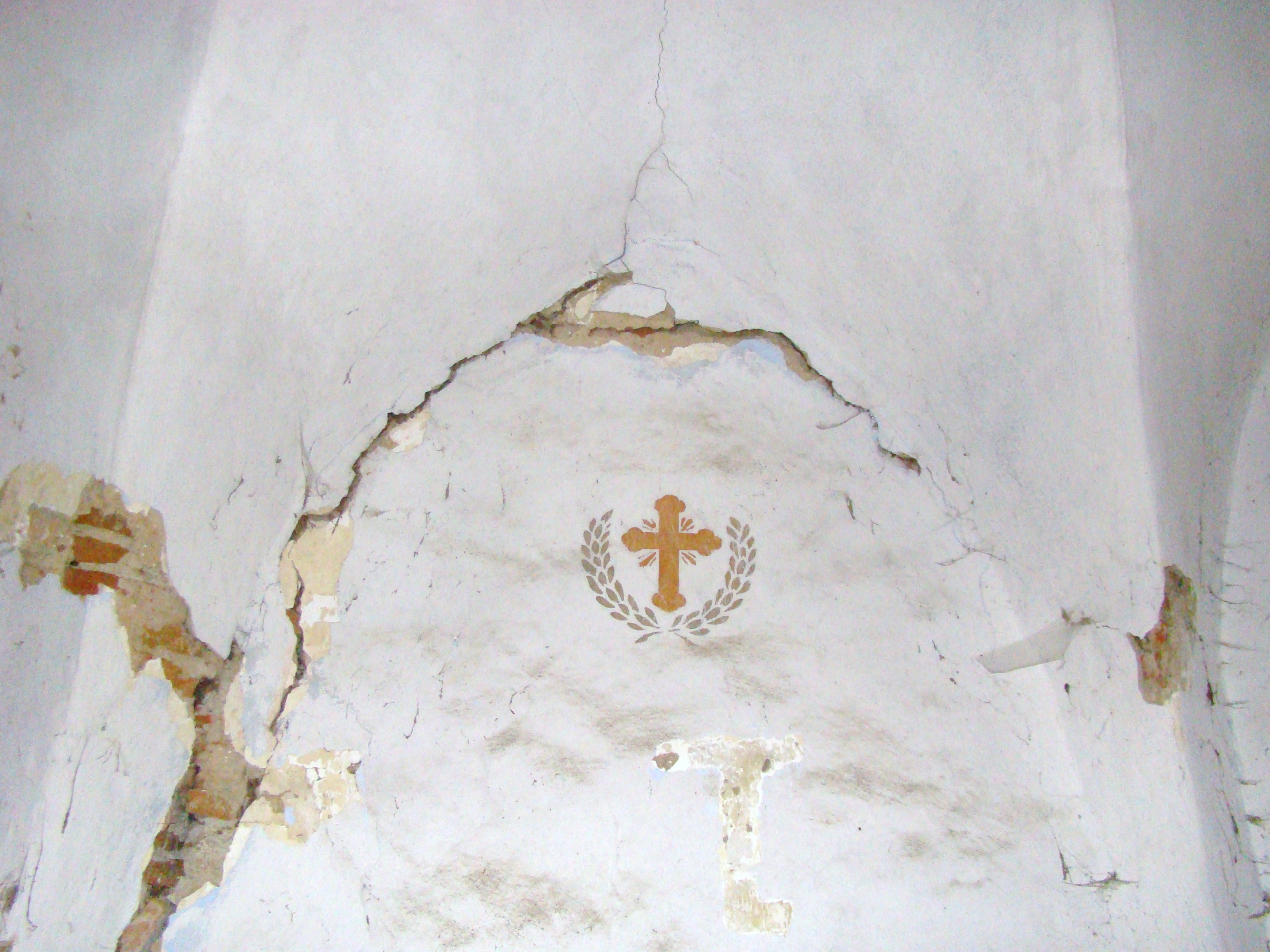
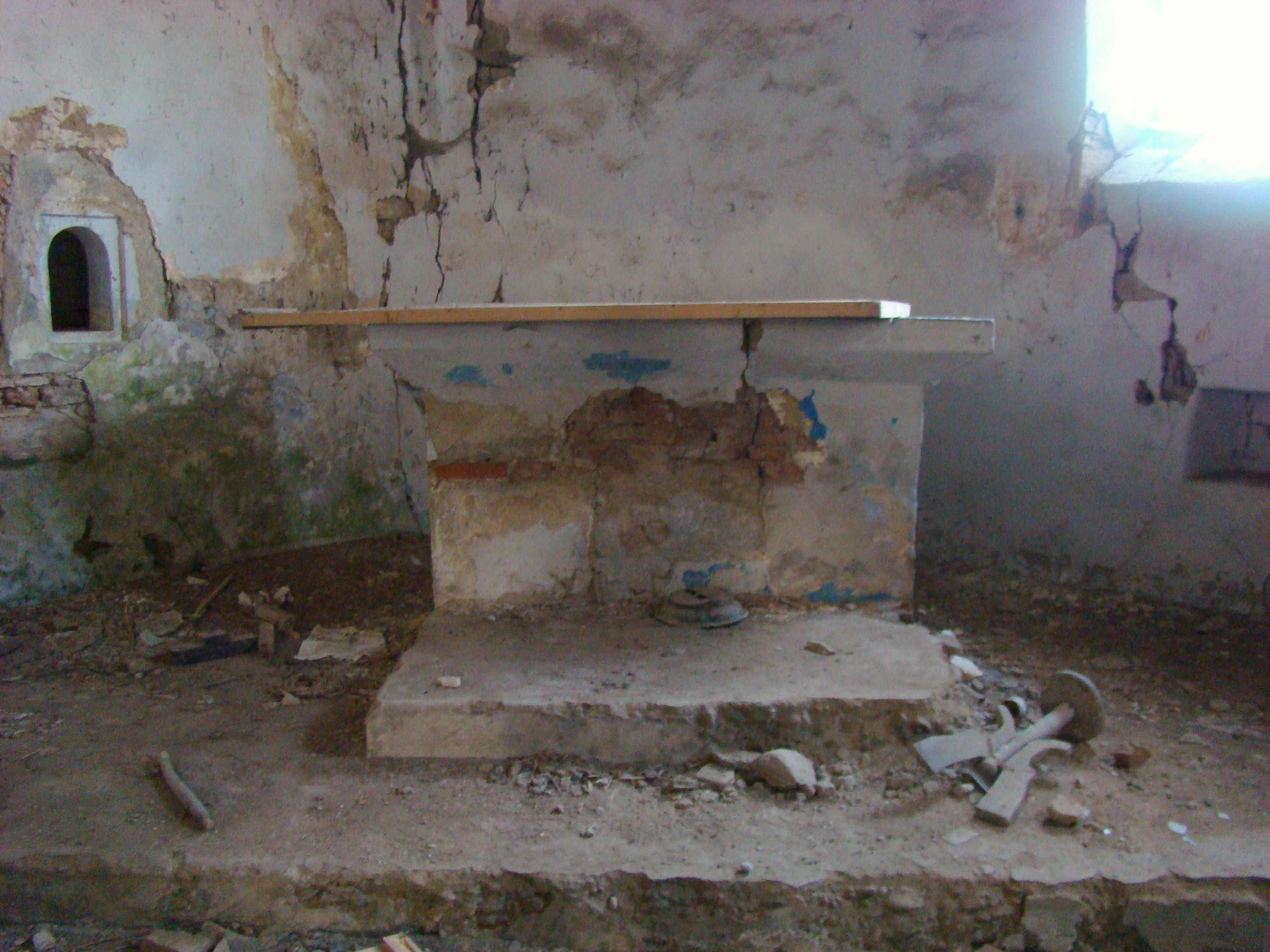
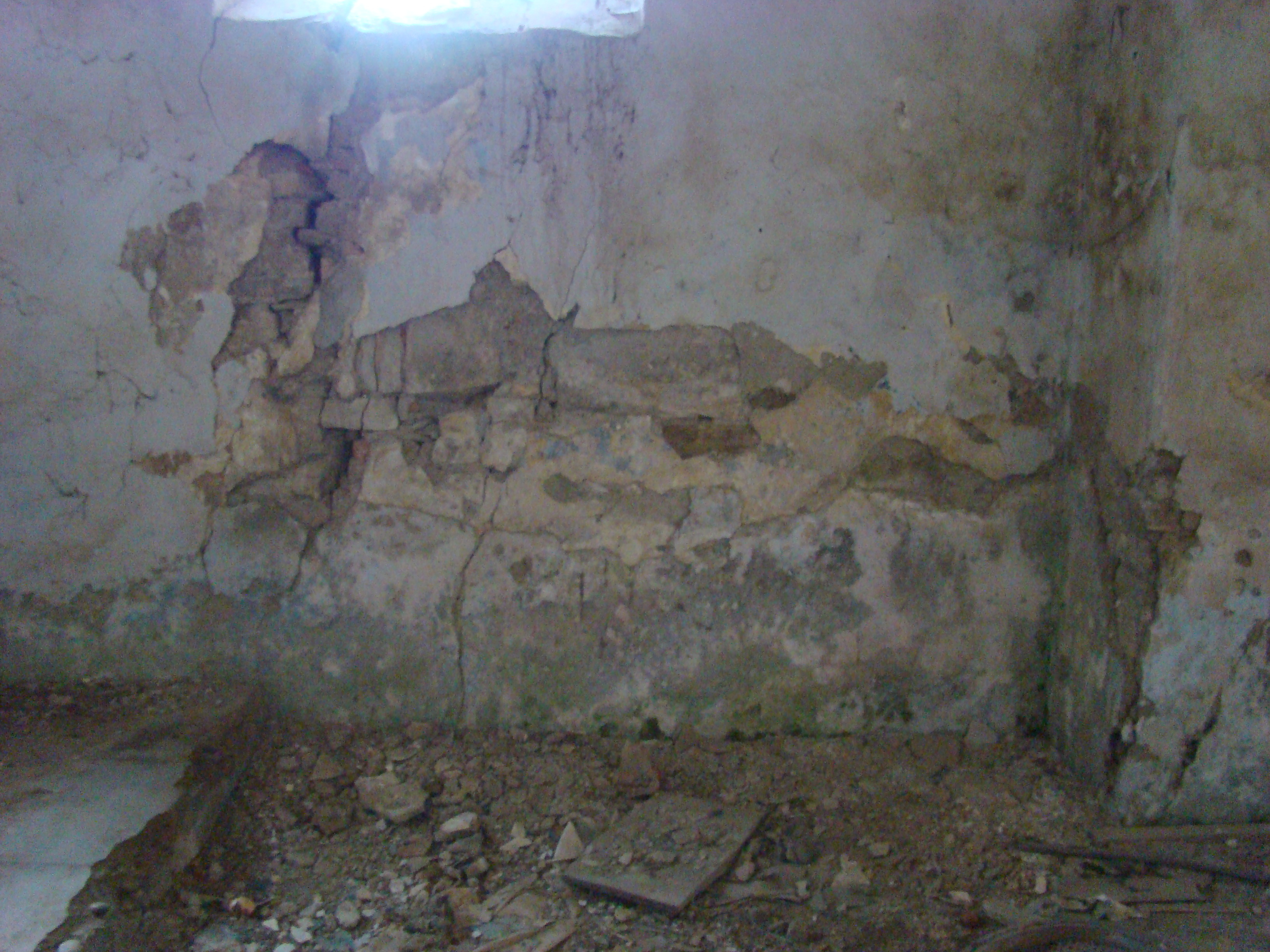
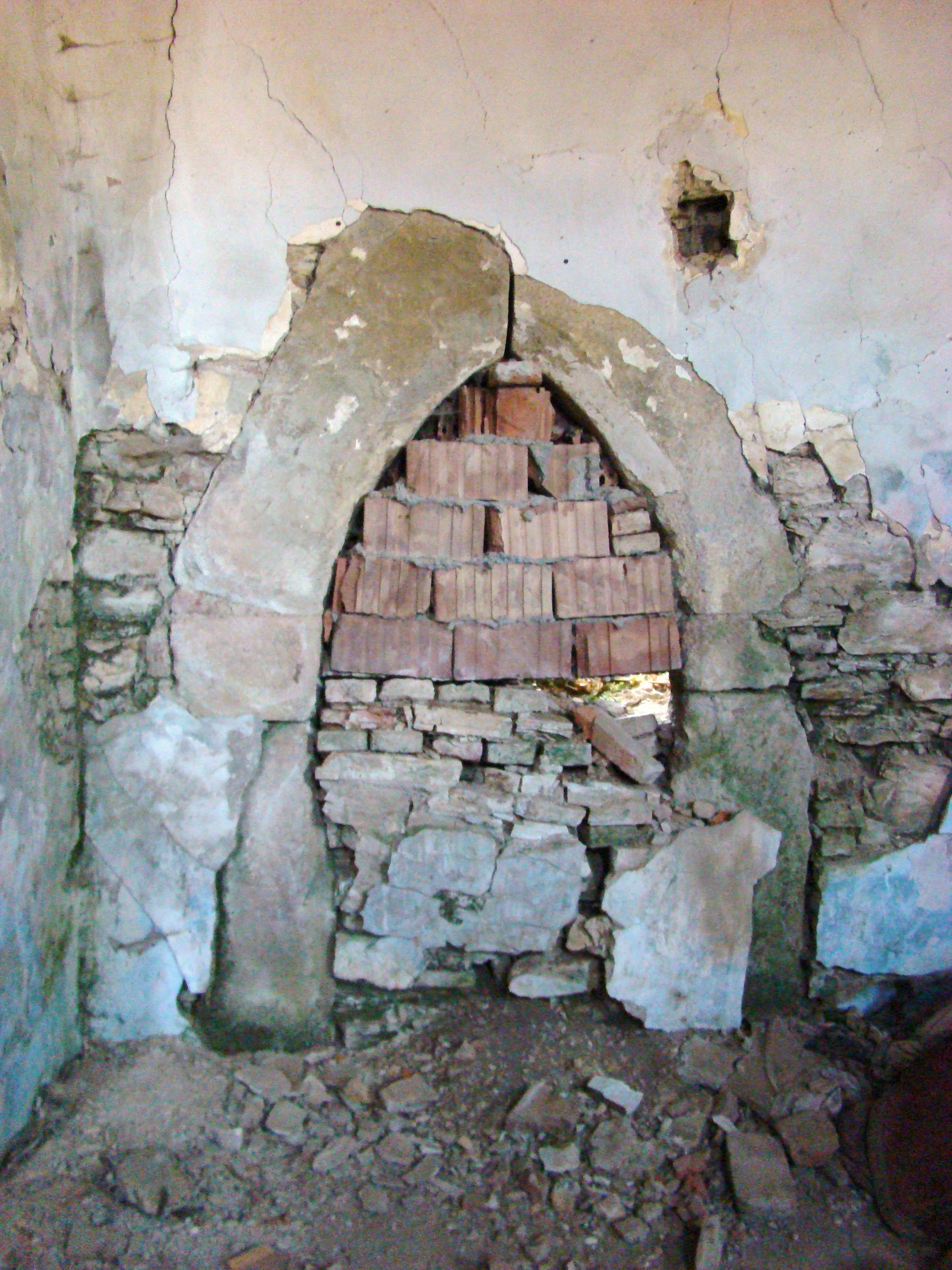

## Trăsături
Biserica este construită din piatră și este așezată pe un deal din partea de nord a satului.  Biserica de tip sală este compusă dintr-o navă acoperită de un planșeu de lemn și un cor  scund, decroșat, cu închidere poligonală.  În partea de nord a corului mai sunt vizibile urmele sacristiei demolate. Corul este luminat de două ferestre bifore, cu ancadramentul din piatră, încheiat în arc frânt, decorat cu muluri. Pe fațada de vest a lăcașului se află  portalul cu ancadrament de piatră, încheiat în arc frânt, cu muchiile teșite. Tot în fața frontului vestic al clădirii se află turnul-clopotniță, din lemn, și el într-o stare avansată de degradare, care se pare că provine de la vechea biserică greco-catolică de lemn din sat, în prezent demolată. Cel de-al doilea portal, de pe latura sudică, cu deschiderea în arc frânt este profilat prin muchia teșită, în mod asemănător portalului vestic.